# Storia di Siracusa in età spagnola (1565 - 1693)
Con il termine Siracusa in età spagnola (1565 - 1693) si indica la storia siracusana che va dalla guerra contro l'Impero ottomano al terremoto del 1693, coprendo un arco temporale di circa cento anni, durante i quali molti eventi importanti riguardarono in maniera diretta o direttissima questa città e molti dei comuni a essa più vicini.

## Contesto
Nel 1536 morì la regina dei siracusani, Germana de Foix, per cui l'imperatore spagnolo Carlo V d'Asburgo abolì la Camera reginale e dichiarò Siracusa città demaniale. L'imperatore iniziò a fortificare Ortigia (all'epoca la sola parte abitata di Siracusa), circondandola di possenti mura e separandola, nel 1552, dalla terraferma.
Nella prima metà del Cinquecento si susseguirono diverse calamità naturali (tra le quali un'epidemia di peste a inizio del secolo che fece perire 10.000 siracusani e un fortissimo terremoto nel 1542). Nel 1529 giunsero in città i cavalieri ospitalieri di San Giovanni di Gerusalemme e vi rimasero con fissa dimora circa un anno; da qui ricevettero il documento con il quale il re di Sicilia (ovvero l'imperatore Carlo V d'Asburgo) infeudava loro l'arcipelago maltese.
Nel 1556 Carlo V abdicò in favore del figlio Filippo II di Spagna, il quale portò avanti l'opera di fortificazioni siracusane incominciata dal padre. Nel frattempo s'intensificò l'opera di spionaggio spagnolo nei confronti delle intellighenzie dell'Impero ottomano che minacciavano la tenuta del capoluogo aretuseo; particolarmente esposto alle mire espansionistiche del sultano, data la sua posizione geografica (affacciata sul Levante) e la sua vicinanza fisica all'Ordine di Malta.

## La guerra contro l'impero ottomano

### Siracusa durante l'assedio del sultano Solimano a Malta
Il sultano dell'impero ottomano, Solimano il Magnifico, si era stancato della continua resistenza che i cavalieri cristiani opponevano alla sua ascesa in Occidente, così egli nel 1565, forte anche dell'alleanza con la Francia, decise di provare a estirpare l'Ordine di San Giovanni dall'arcipelago maltese, assediando Malta.
Vi era molta agitazione intorno alle sorti di Malta: Filippo II di Spagna aveva dato ordine ai soldati di Sicilia di non soccorre i cavalieri giovanniti, per timore che essi, lasciando scoperta l'isola maggiore recandosi a Malta, offrissero l'opportunità all'imponente armata turca di invaderla. Siracusa, coinvolta fin dal 1529 nei destini dell'Ordine giovannita, per volere del viceré di Sicilia García Álvarez de Toledo y Osorio, fu sede del Consiglio di guerra dal quale doveva scaturire la decisione sul portate aiuti ai cavalieri oppure rimanere a guardare e sperare che i cavalieri resistessero all'assedio da soli, a oltranza (con il rischio concreto che, in caso di loro caduta, la prossima ad essere attaccata fosse stata proprio la città aretusea).

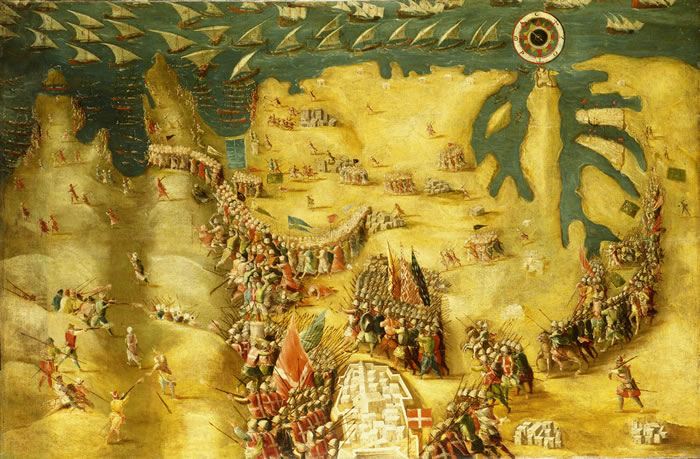
L'Assedio di Malta (Matteo Perez d'Aleccio, XVI sec.)

Data la prossimità geografica, molti siracusani avevano preso a far parte assiduamente delle schiere dei cavalieri e avevano assistito fin dal principio alle mosse dell'Impero ottomano presso i loro confini - si citano, ad esempio, il marinaio Ciano di Siracusa, che a nuoto (insieme a un provenzale e a un maltese) portò in salvo una spia turca per il Gran Maestro, e il barone di Buccheri, Giovanni Battista Montalto (i Montalto, nobili aretusei, erano in rapporti con i sovrani di Spagna già da molto tempo) che morì durante l'assalto al forte Sant'Elmo - e oltre ciò erano gli stessi cavalieri a coinvolgere la città in quel che stava loro capitando: portavano con frequenza tra i siracusani gli abitanti maltesi più vulnerabili (numerose donne, bambini e anziani); chiunque non fosse adatto a combattere veniva dai cavalieri fatto sbarcare nel capoluogo aretuseo: in tali operazioni fu mandato dal Gran Maestro in città anche lo storico francese Pierre de Bourdeille, il quale si ritrovò ad assistere al trasferimento in terra di «donne e cortigiane, e altre bocche da sfamare». Il coinvolgimento psicologico e materiale per i siracusani in questo assedio era dunque già maturo e non si sorpresero quando Garcia (dopo quattro mesi di negazione) ottenne finalmente dal sovrano il via libera per andare a soccorrere l'Ordine di Malta.
In quei frangenti i soldati che erano stati posti alla guardia di Siracusa, su ordine di Garcia, venivano comandati dallo spagnolo Julián Romero, detto «guardìan de Siracusa [Çaragoça]» (già cavaliere in Inghilterra, da lì a breve sarebbe diventato maestro di campo dell'intero Tercio viejo de Sicilia, conducendolo nella guerra delle Fiandre).
Nel settembre del '65 gli Ottomani posero fine all'assedio dell'isola maltese: il viceré poté vedere passare la flotta di Solimano nelle acque siracusane, scrutandone la rotta dalla torre del castello Maniace e decidendo quindi di mettersi al loro inseguimento verso il Levante. La città di Siracusa in quel periodo inviò numerose lettere alla volta di Roma, prima per dare notizia al papa dell'avvenuto soccorso e poi per rendergli nota la riuscita liberazione.
Solimano si arrabbiò moltissimo per la mancata conquista della base dell'Ordine giovannita e asserì che la sconfitta fu dovuta alla sua assenza in campo (egli comandò da lontano l'assedio). Filippo II invece si complimentò con il Gran Maestro La Vallette, facendogli dono di una spada d'oro, ma proprio il Gran Maestro fu colui che, pare con lo scopo di provocare, asserì di voler trasferire l'intera Religione a Siracusa, poiché reputava Malta non più difendibile in prospettiva di un nuovo e più feroce assalto.
Tuttavia, come già avvenuto in passato (quando Carlo V negò ai cavalieri di porre la loro base principale nella città aretusea) anche questa volta non si concretizzò il trasferimento, poiché la Spagna e l'Europa aiutarono il Gran Maestro a fortificare nuovamente Malta, mandando ai cavalieri fondi economici (secondo diversi storici proprio questo era stato lo scopo che aveva spinto La Vallette a mettere in giro la voce, falsa, sull'imminente cambio di base dell'Ordine).
In onore del Gran Maestro che resistette all'assedio turco, sorse a Malta una nuova città, destinata a divenire capitale dell'isola, con il nome di La Valletta: dopo che il francese vi pose la prima pietra, il 28 marzo del 1566, il Gran Maestro volle donare un appezzamento di terra di quel nuovo luogo ai frati Francescani (Ordine dei frati minori conventuali) in modo che essi vi si stabilissero, e fece ciò per ringraziare il medesimo Ordine aretuseo che accolse i cavalieri di Gerusalemme quando questi, erranti, lasciarono la Francia per stabilirsi a Siracusa, nel convento francescano della città (in attesa che Carlo cedesse loro l'arcipelago maltese).

### Battaglia di Lepanto
La Repubblica di Venezia durante la quarta guerra turco-veneziana del 1570 aveva perso il possedimento di Cipro (la flotta della Serenissima fu colpito dal tifo e non riuscì ad arrivare in tempo a salvare l'isola). Il supplizio di Marcantonio Bragadin durante l'assedio di Famagosta aveva creato sgomento in Europa e spinto Papa Pio V a costruire una alleanza tra i paesi Cattolici in grado di confrontare la potenza Ottomana. Nel 1571 il Papa costituì la Lega Santa tra veneziani e Spagnoli a cui si aggiunsero i Cavalieri di Malta, la Repubblica di Genova, il Granducato di Toscana, il Ducato di Urbino, il Ducato di Parma, la Repubblica di Lucca, il Ducato di Ferrara, il Ducato di Mantova ed il Ducato di Savoia. La flotta della Lega Santa era costituita per più della metà da navi Veneziane che si diressero ad incontrare gli alleati nei mari della Sicilia.
Fu in quest'ottica che Siracusa ricevette nel 1571, amichevolmente, la flotta veneta che dall'alto Adriatico aveva ricevuto l'ordine di lasciare l'Egeo per unirsi al resto delle armate alleate contro l'impero ottomano. I veneziani scelsero il porto aretuseo come loro punto di riferimento principale, facendo aumentare notevolmente i beni di prima necessità che dalle fabbriche siracusane (le quali chiedevano supporto a quelle dell'intera Sicilia, specie a quelle delle città più grosse) dovevano essere trasferiti (tramite vendita politica) nelle navi venete, che a loro volta si dirigevano poi a soccorrere gli alleati nell'Egeo (controllato dalla Turchia): questo fu il periodo di maggior rilievo per il porto siracusano, poiché la sua città marittima doveva accontentare, militarmente, sia i nuovi alleati adriatici e sia i cavalieri di Malta (che continuavano a vedere in Siracusa un loro punto di appoggio fondamentale), formando anch'essi parte della costituita alleanza.
L'armata della Lega Santa si scontrò infine con quella del nuovo imperatore ottomano, Selim II, presso il sito greco di Lepanto, vicino al golfo di Corinto, sbaragliandola e infliggendo così un durissimo colpo alla forza navale del nemico. I veneziani però, poco tempo firmarono una pace separata, e segreta, con l'Impero ottomano (la firma avvenne il 7 marzo 1573).
La pace veneziana non includeva la Spagna e gli altri alleati. Siracusa era ignara di ciò e continuava a privilegiare i veneziani, credendoli preziosi alleati. Comunque, nonostante la separazione dei percorsi politici (venuta poco dopo allo scoperto), Venezia continuò a rifornirsi in Sicilia, anche se non poté più godere del trattamento di riguardo che aveva avuto in precedenza.

### Sbarco della flotta ottomana

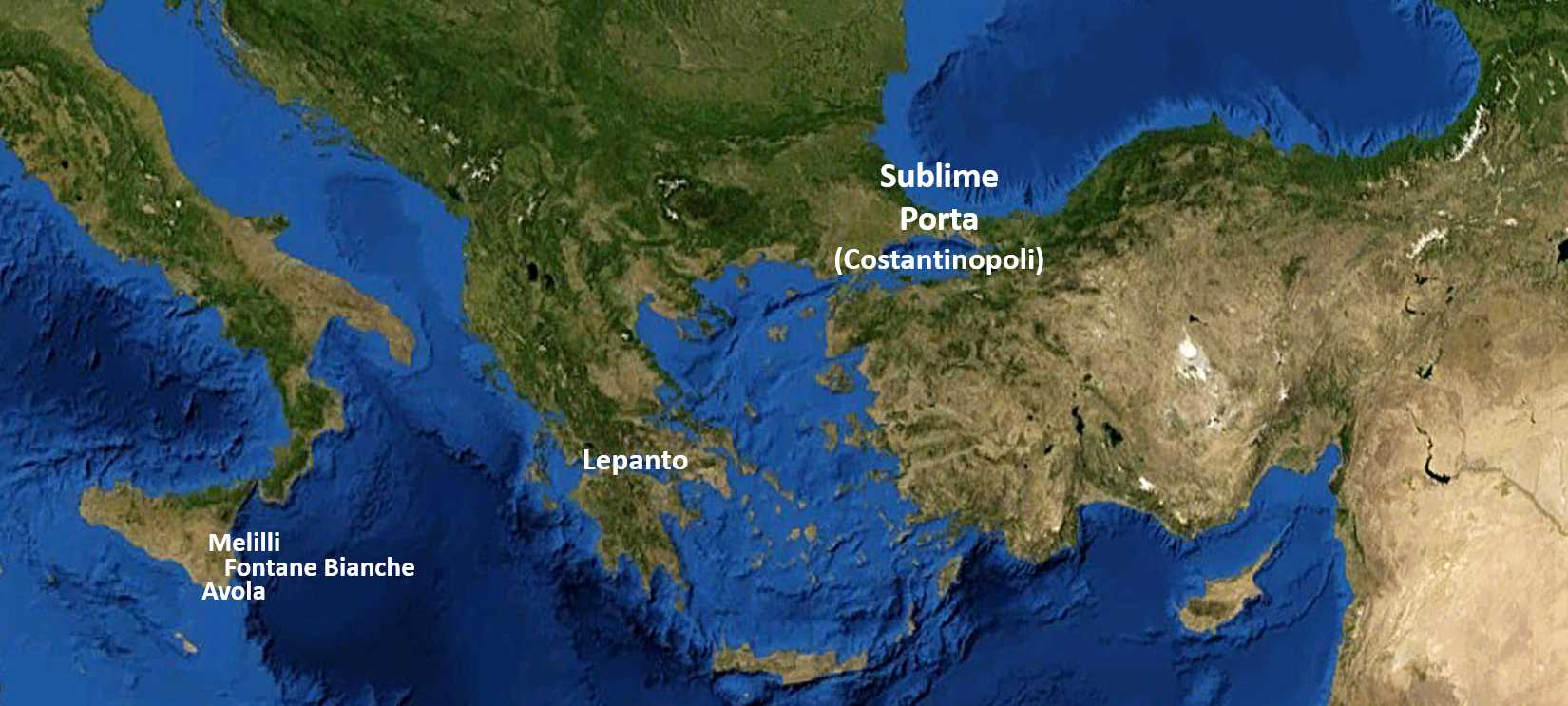
Melilli, Fontane Bianche e Avola furono i luoghi del siracusano presso i quali gli Ottomani sbarcarono con lo scopo di far cadere il capoluogo aretuseo a seguito della battaglia di Lepanto

Gli spagnoli comandati dal principe don Giovanni d'Austria (fratellastro di Filippo II, in quanto figlio figlio naturale di Carlo V) erano sospettosi: malgrado la sconfitta, si aspettavano che i turchi attaccassero la Sicilia, soprattutto dopo che i veneziani erano tornati alleati della Sublime porta.
Siracusa venne quindi inserita nell'elenco delle piazze marittime ad alto rischio di invasione nemica, per cui le sue fortificazioni andavano controllate e se necessario riviste e risistemate; ciò anche se Garcia de Toledo (non più viceré di Sicilia, poiché sostituito dal duca d'Alba e marchese di Pescara Francesco Ferdinando d'Avalos) aveva rassicurato il principe dicendogli, nel 1572, che Zaragoza (Siracusa) era tra le migliori piazze fortificate (insieme a Palermo, Trapani e Messina) e che i turchi non avrebbero osato prenderla.
I timori di don Juan si rivelarono fondati, poiché nell'estate del 1573 (o '74 secondo altri studiosi), come conseguenza della battaglia di Lepanto, mentre il principe spagnolo si trovava ancora con la sua armata nelle acque settentrionali della Sicilia, l'impero turco mise in mare la sua flotta bellica più imponente di sempre (tra le altre navi vi erano 285 galee) e questa si diresse - attraversata senza colpo ferire la Calabria (il 28 giugno) - direttamente nel siracusano: dapprima passò di fianco ad Augusta, poi superò l'isola di Ortigia e infine si fermò nella spiaggia aretusea di Fontane Bianche (il 2 luglio). I comandanti delle navi fecero sbarcare a terra 500 turchi, mentre il grosso dell'armata della Sublime porta rimaneva al largo, in acque profonde.
Gli ottomani trovarono subito resistenza, si era infatti già messa in moto la difesa del Regno: Carlo d'Aragona Tagliavia, posto a capo del reame siciliano, aveva avuto notizia anteriore dell'avvicinarsi dei turchi presso Augusta e Siracusa, per cui decise di lasciare Messina e di dirigersi al soccorso delle due postazioni geografiche sud-orientali con le compagnie militari spagnole al suo seguito, inoltre mobilitò i tre vicari del Regno - il marchese d'Avola, ovvero suo figlio, il duca di Vivona e il principe di Butera - i quali accorsero alle coste con la milizia siciliana (la nobiltà isolana aveva l'obbligo di far arruolare i siciliani e di mobilitarli in caso di attacco nemico).
Gli Ottomani sbarcati a Fontane Bianche saccheggiarono e incendiarono le masserie aretusee che sorgevano vicino alla spiaggia, ma non poterono andare oltre, perché giunse a sopraffarli il marchese della Favara con la sua cavalleria: essi riuscirono a respingere il nemico in mare, uccidendo 70 turchi e facendone prigionieri 10. I cavalieri siciliani insieme al marchese si ritirarono a Melilli (centro ibleo che sorge alle spalle del capoluogo e di Augusta). L'armata ottomana allora si diresse verso Capo Passero, ma dopo due giorni tornò indietro (4 luglio), fermandosi nuovamente nei pressi di Siracusa (che in quei frangenti era ben coperta dagli spagnoli che vivevano al suo interno). I comandanti stavolta fecero sbarcare a Fontane Bianche un numero maggiore di turchi, ma questi vennero affrontati dalle compagnie di don Francesco Belvis e don Diego de Silva, e vennero sconfitti. L'armata era però numerosa e tentò un'altra offensiva: approfittando del fatto che tutte le forze belliche si erano concentrare tra Siracusa e Melilli, i suoi uomini approdarono indisturbati nella spiaggia di Avola (5 luglio) e si incamminarono fino a raggiungere quella località (che fino al terremoto del 1693 sorgeva all'interno degli Iblei). Gli avolesi, che si erano resi conto della furia che stava per abbattersi su di loro, lasciarono deserta la città e si rifugiarono nelle campagne. I turchi misero quindi a ferro e fuoco Avola, ma non poterono catturare nemmeno uno dei suoi abitanti.
Nel frattempo, Siracusa inviò i propri cavalieri ad affrontare gli Ottomani che ancora stanziavano dentro Avola; durante lo scontro il nemico perse alcuni dei suoi uomini e il resto dichiarò la resa, ritornando sulle navi. Vi fu allora un ulteriore attacco, stavolta verso Melilli: i turchi misero a terra un altro squadrone che si gettò sopra la cittadina iblea e che venne battuto dal principe di Butera e dai suoi 600 cavalieri; tuttavia quest'ultimo episodio risulta ambiguo, dato che Carlo d'Aragona nella sua cronaca dei fatti al re Filippo II non menziona l'assalto diretto a Melilli, ma piuttosto esalta l'operato del principe di Butera presso la spiaggia di Scicli (all'epoca parte della contea di Modica), dove questo nobile respinse, un'ultima volta, la flotta della Sublime porta, la quale, dopo tali eventi, si fermò presso Capo Cartagine (9 luglio), in Tunisia, e conquistò due importanti basi spagnole: Tunisi e La Goletta, facendo aumentare notevolmente le preoccupazioni per una nuova vendetta ottomana in Sicilia.

### La peste del 1575
Nel maggio del 1575 scoppiò in Sicilia una nuova violenta epidemia di peste; essa si diffuse in tutto il Regno di Sicilia partendo da Siracusa, poiché la città aveva accolto nel suo porto una nave proveniente dall'Egitto, specificatamente alessandrina, che si rivelò essere infetta. Da qui l'epidemia ebbe presa sui popoli siciliani (Siracusa era già stata la responsabile, involontaria, dell'epidemia siciliana del 1524, quando accolse una nave infetta di peste che giunse a essa dalla Grecia).

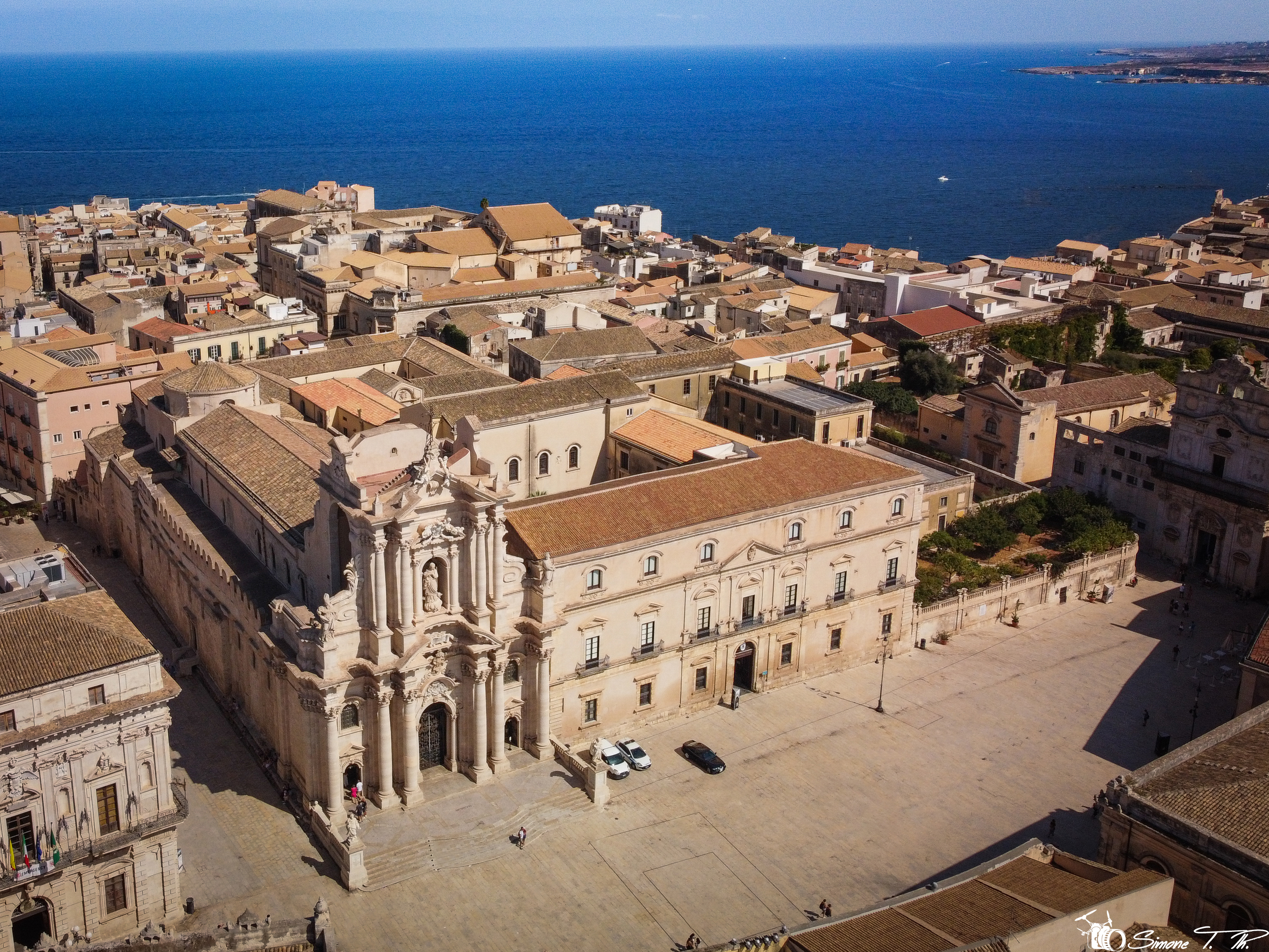
Piazza del Duomo e alle spalle parte delle antiche vie ortigiane

I siracusani si ritrovarono nel '75 a dover combattere nuovamente questo male. Così come avevano già fatto in altre occasioni catastrofiche - le quali con un ritmo abbastanza serrato si erano abbattute recentemente su di loro (ad esempio la peste degli anni '20, il terremoto distruttivo del '42, l'inondazione e la nuova carestia del '58) - essi si recarono in processione. Poiché la peste a Siracusa sparì in quello stesso anno, nelle cronache si disse che fu grazie alla protezione divina della martire siracusana Santa Lucia se la città poté riprendersi in fretta. La peste, tuttavia, continuò a mietere vittime in Sicilia ancora per lungo tempo (si considera per altri dieci anni, al di fuori delle grandi città, dove non vi era un rigido controllo, alla quale seguirà poi un'epidemia di tifo e il denutrimento dovuto al sorgere di un'altra carestia). I luoghi più colpiti del siracusano furono, oltre al capoluogo, Lentini e Ferla, mentre Noto pare che risultò essere il solo comune del territorio che sfuggì alla strage naturale (essi lo definirono un miracolo del loro santo protettore San Corrado).
(Giovanni Evangelista Di Blasi, Storia cronologica de' vicerè, luogotenenti e presidenti del Regno di Sicilia, 1842, p. 234.)

### Incremento delle fortificazioni
A ogni azione spagnola contro l'impero ottomano seguiva una reazione dello stesso contro i territori dai quali partivano tali offensive; fu per tale motivo che Siracusa, particolarmente esposta e compromessa in questa guerra, venne presa di mira ripetutamente dagli Ottomani. A causa di ciò la Spagna si preoccupava di far risultare le fortificazioni siracusane sempre efficaci.
In una relazione dell'epoca, indirizzata alla Corona di Spagna da Carlo d'Aragona, la città veniva presentata come la «piazza della quale si deve avere maggior sospetto»; medesimo concetto lo espresse tempo addietro Ferrante I Gonzaga, secondo il quale in caso di presa da parte del nemico il recupero di Siracusa sarebbe stata un'impresa assai destabilizzante, poiché la natura offriva a chi la occupava risorse e posizioni ideali per resistere e combattere a lungo.)
I siracusani, ormai stanchi dell'eccessiva militarizzazione di Ortigia, si erano già opposti tra il 1570 e il 1572 alla costruzione dell'ennesima fortezza che aumentava il loro isolamento sociale (una fortezza ideata da Garcia de Toledo che aveva lo scopo di vegliare l'interno stesso della città), riuscendo infine a farne bloccare i lavori, anche se non poterono evitare l'innalzamento e la messa in opera di altre fortificazioni che nel '70 erano costate l'imposizione di nuove gabelle: la città, per tale motivo, già gravemente impoverita, era stata costretta a ricorrere al censo bollare (capitale dato in prestito con interessi).
Nel 1577, per via delle fortificazioni, arrivarono a sorgere degli scontri politici con la vicina Augusta: non vi erano infatti fondi economici per fortificare l'intera Sicilia, così la Spagna decise di concentrare tutti gli sforzi sulla parte orientale dell'isola, considerata da sempre come la più vulnerabile e la più soggetta alle offensive degli Ottomani, fungendo essa da frontiera diretta verso i confini della Turchia. Il re decise allora di far fortificare solamente Siracusa, incontrando però l'opposizione di Augusta, che era stata assaltata più volte dai vassalli di Solimano. Alcuni politici dell'epoca, esponendosi in suo favore, affermarono che:

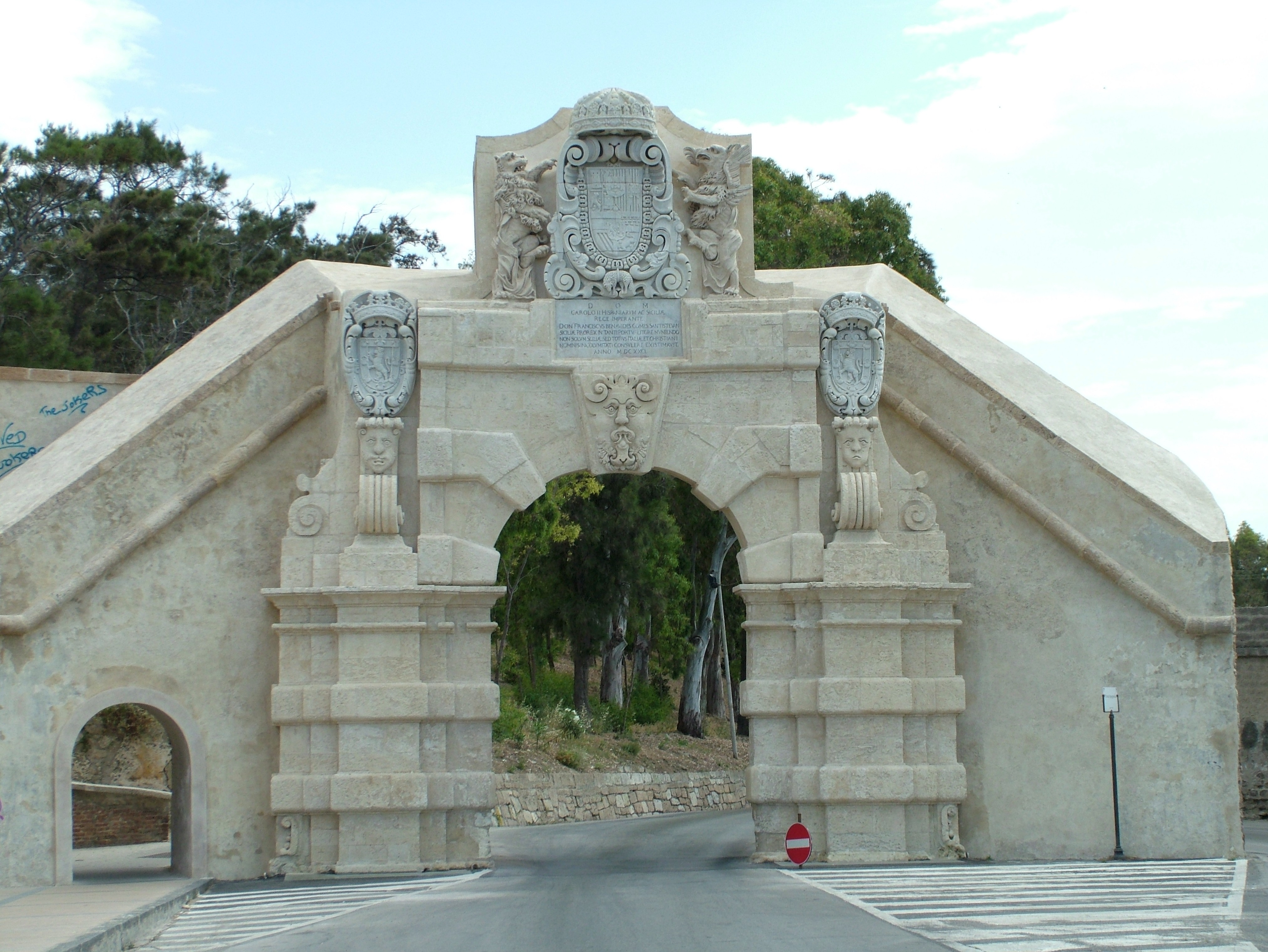
La Porta Spagnola di Augusta

Ciononostante il re non cambiò la sua decisione. Augusta era stata definita già dal viceré Gonzaga come un luogo indifendibile (con la distruzione di Megara Iblea si era formato un grande spazio vuoto e Augusta non era mai riuscita, con le sue ridotte dimensioni, a colmarlo del tutto, lasciando terreno libero per il nemico che giungeva dal mare e da lì poteva penetrare all'interno del Regno). I governi di Spagna e Sicilia avevano quindi preferito affidare la difesa del litorale a luoghi come Carlentini (sorta per tentare di sostituire Lentini, che patì molto i danni del terremoto del 1542) e Siracusa, la quale, nonostante fosse stata anch'essa distrutta dal terremoto del '42, ebbe sempre l'attenta mano spagnola sopra di essa.
Garcia de Toledo costruì comunque due forti a guardia delle larghe e sabbiose spiagge di Augusta: il forte Garcia e il forte Vittoria, che però vennero ritenuti dalla corte di Spagna non sufficienti a eliminare interamente il pericolo d'invasione.

### Il mancato assalto del 1594
Dopo la tentata invasione del '73, gli Ottomani non riuscirono più a far vacillare seriamente la tenuta del Regno siciliano. La vicina Augusta subì sul finire del '500 altre due scorrerie ottomane: il 12 agosto dell'88 e il 24 maggio del '94; quello stesso anno il pericolo più grosso passò a pochi metri da Siracusa (negli scogli detti di Santa Lucia): il temuto giannizzero Scipione Cicala (in lingua turca conosciuto come Sinan Paşa) con 13 delle sue 70 galee si accostò a essa (perché pare che avesse al suo interno delle spie che lo attendevano), ma il popolo, accortosi della sua presenza, gli rovinò l'assalto a sorpresa andando a suonare tutte le campane di cui la città disponeva e mettendo così in allarme la marina, che accorse in sua difesa e lo convinse ad allontanarsi. Siracusa, in quel settembre, poté ritenersi fortunata, poiché quelle stesse galee, capitanate da quello stesso giannizzero, poco dopo andarono a saccheggiare crudelmente Reggio Calabria, si dice a mo' di spedizione punitiva per l'insuccesso che Cicala ebbe sulle coste aretusee.
(Auguste de Sayve, Voyage en Sicile fait en 1820 et 1821, 1822, pp. 324-325.)

## Il Seicento

### Caravaggio in città
Michelangelo Merisi, in arte Caravaggio, conobbe il pittore siracusano Mario Minniti a Roma (egli posò per lui da modello in diversi famosi dipinti): Mario era fuggito da Siracusa per un qualche episodio non meglio specificato e si era imbarcato segretamente sulle galee dei cavalieri di Malta (che erano solite sostare a lungo in città), raggiungendo così il capoluogo laziale. Michelangelo Merisi ebbe diversi problemi con la legge fino a quando venne incolpato di omicidio e per questo fu condannato alla pena capitale: secondo alcuni studiosi anche Mario Minniti era coinvolto in questo omicidio, secondo altri invece egli si trovava già nella sua patria, a Siracusa.

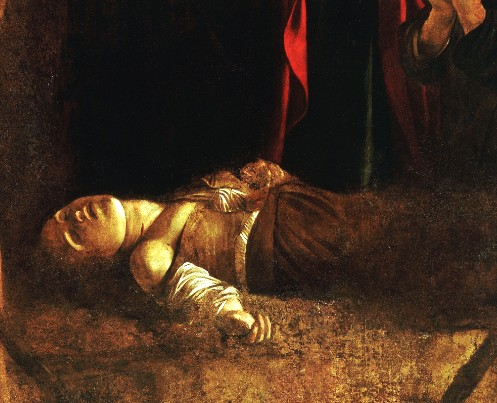
Il seppellimento di Lucia da Siracusa (Santa Lucia); particolare del dipinto di Caravaggio eseguito in città nel 1608

Poiché chiunque, nelle terre del papa, aveva il permesso di uccidere Caravaggio, dietro ricompensa, egli fuggì, fino a giungere nel 1607 sull'isola di Malta, dove venne accolto dal Gran Maestro, Alof de Wignacourt, divenendo un membro dell'Ordine giovannita, un cavaliere. Ma anche lì Caravaggio ebbe problemi; accusato dall'Ordine, egli venne incarcerato e privato dell'abito da poco conquistato. Fu in questo stato che giunse a Siracusa, misteriosamente, perché il modo in cui riuscì a fuggire da una cella dei cavalieri rimane poco chiaro, così come la sua entrata in uno dei porti più sorvegliati di Sicilia; sia da spagnoli che da cavalieri giovanniti.
Lo storico Francesco Susinno, in Le Vite de' Pittori Messinesi , afferma che qui Caravaggio ritrovò Mario Minniti, il quale, a conoscenza dello stato di pericolo in cui viveva il suo amico, lo accolse in casa propria. A testimonianza del periodo siracusano di Caravaggio esistono altre fonti primarie, oltre Susinno: uno è Giovanni Pietro Bellori, che descrisse l'opera pittorica che il Merisi creò in città: il Seppellimento di santa Lucia (una tela che per dimensioni risulterà essere la sua più grande dipinta in Sicilia e una delle massime della sua carriera). Susinno aggiunse che egli dovette dipingere questo quadro con grande angoscia e rapidità, egli temeva infatti l'apparire dei cavalieri di Malta a Siracusa da un momento all'altro, e per questo motivo dormiva con un pugnale al suo fianco, portando a termine comunque un capolavoro.
L'altra fonte è data da Vincenzo Mirabella: costui, nobile aretuseo e uomo d'arte e di scienza, accompagnò Caravaggio nella zona archeologica più grande di Siracusa. Il pittore lombardo si mostrò così curioso riguardo all'antica storia siracusana dei tempi greci che egli, giunto di fronte alla latomia che conservava al suo interno le catene, simbolo della prigionia che i capi di Syrakoussai infliggevano ai propri nemici, le coniò il nome che porta tutt'oggi: Orecchio di Dionisio, esaltando l'acustica del luogo e la fama di uno dei più potenti tiranni del mondo greco, Dionisio I di Siracusa.
Il suo accompagnatore, il siracusano Mirabella, fu una delle menti più illustri del periodo seicentesco siciliano: egli entrò a far parte dell'accademia dei lincei di Roma e conobbe Galileo Galilei, con il quale instaurò un bel rapporto: insieme studiarono le macchie solari (i due ne discutevano nelle lettere che si scrivevano con continuità) e il più celebre scienziato era solito condividere le sue lenti telescopiche con il «cavaliere siracusano» (con tale appellativo era conosciuto Mirabella).
Caravaggio lasciò la Sicilia dopo un anno. Nel 1609 egli fece ritorno ancora fuggiasco a Napoli e da qui sperava di poter tornare a Roma da uomo libero (comprando la propria libertà con i suoi dipinti), ma una febbre malarica lo colpì portandolo alla morte mentre si trovava in viaggio a Porto Ercole nel 1610 (secondo un'altra teoria, invece, egli venne raggiunto e assassinato in segreto dai cavalieri di Malta).

### La sconfitta dei cavalieri di Malta al Plemmirio
I cavalieri di San Giovanni di Gerusalemme si erano impegnati a difendere la cristianità in cambio della libertà quasi totale che la Spagna aveva ceduto loro sull'isola di Malta. E il vicino mare di Siracusa era uno dei luoghi più frequentati dalle ciurme di pirati barbareschi e di turchi, il cui bottino consisteva spesso nel catturare cristiani e venderli come schiavi: anche sotto questo aspetto il mare che lambiva Siracusa era uno dei più pericolosi, motivo per il quale la Spagna aveva bloccato il commercio del porto siracusano (oltre a un motivo strettamente militare, essendo divenuto quel porto un'importante base logistica per le truppe alleate degli spagnoli).

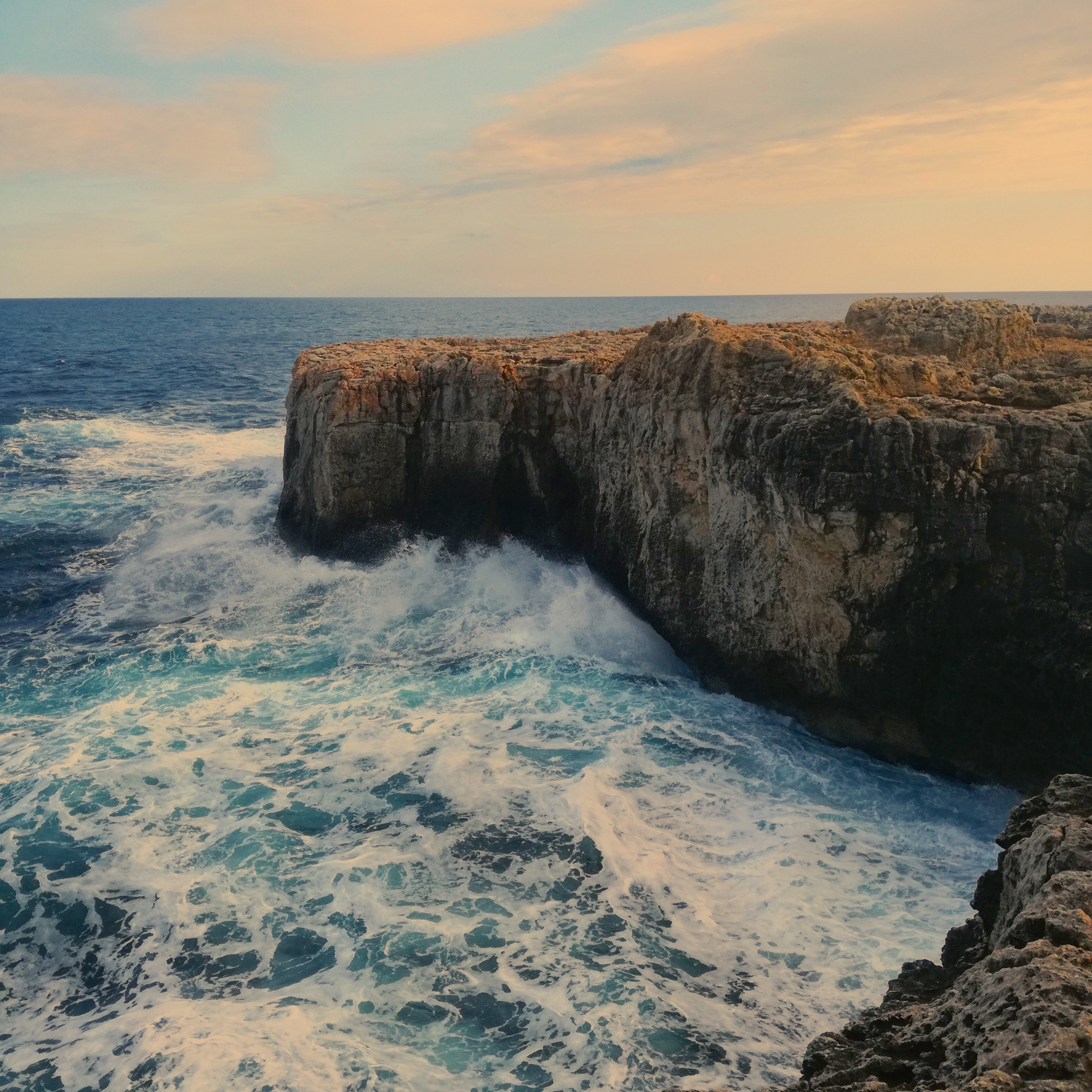
Capo Murro di Porco (Plemmirio, penisola della Maddalena) luogo in cui avvenne la sconfitta dei cavalieri di Malta

Fu in tale contesto che i cavalieri di Malta andarono incontro a una pesante sconfitta proprio di fronte al porto aretuseo: navi turche, approfittando del fatto che la marina del Regno fosse impegnata nelle acque di Genova per difenderla in nome del re di Spagna dalle mire espansionistiche del duca di Savoia, avevano preso a fare scorrerie sulle coste orientali della Sicilia e il 26 giugno 1625 decisero di spingersi fino alla baia di Siracusa (data dalla punta dell'isola di Ortigia da un lato e dalla punta della penisola della Maddalena dall'altro), ma nel capoluogo aretuseo stavano già sostando da qualche giorno 5 galee dell'Ordine giovannita, pronte a intervenire in caso di attacco, per cui non appena ebbero notizia che 6 galee provenienti da Biserta (famose per il genere di scorrerie che erano solite compiere in Sicilia) avevano superato Augusta e navigavano per giungere in città, essi uscirono dal porto e andarono loro incontro, rifiutando il rinforzo che la guarnigione di Siracusa aveva offerto loro.
I siracusani scalarono le alte mura della fortezza per assistere allo scontro che si svolse nelle acque del Plemmirio, fiancheggiando Capo Murro di Porco. Il mancato ordine da battaglia delle loro galee, giunte in maniera scoordinata presso quelle bisertane, e l'inferiorità numerica rispetto al nemico pare siano state la causa della sconfitta dei cavalieri.
Vi fu un grave numero di perdita di vite umane, sia da una parte che dall'altra: l'Ordine di Malta perse 350 uomini e le sue galee vennero danneggiate fino a risultare inutilizzabili (sarà in seguito un finanziamento giunto da Barcellona, in Spagna, a permetterne il ricambio per nuove missioni dei cavalieri). Nonostante la vittoria, la spiaggia aretusea si riempì anche di cadaveri dei turchi. Quando la battaglia finì, la spiaggia era divenuta color rosso sangue e i cittadini di Siracusa si ritrovarono a tirar su corpi senza vita di diverse nazionalità.

### Tensioni con i cavalieri di Malta
L'Ordine dei cavalieri di Malta era composto principalmente da francesi, ma il suo statuto indipendente proibiva ad esso di prendere le parti di qualcuno durante un conflitto che riguardava i principi cristiani (il compito e dovere dei cavalieri giovanniti era quello di combattere i nemici della cristianità). Ciononostante, quando la Francia dichiarò guerra alla Spagna (guerra franco-spagnola) alcuni cavalieri giovanniti francesi presero la pessima abitudine di saccheggiare le navi siciliane, che erano notoriamente sotto la protezione spagnola, e lo fecero con navi che sventolavano il vessillo di Francia, a tal punto che si sospettò che dietro le azioni di questi cavalieri altro non vi fosse che il re Cristianissimo Luigi XIII di Francia, ma ancor prima del re venne incolpato l'Ordine: sospettato di essere in complicità con i progetti francesi.

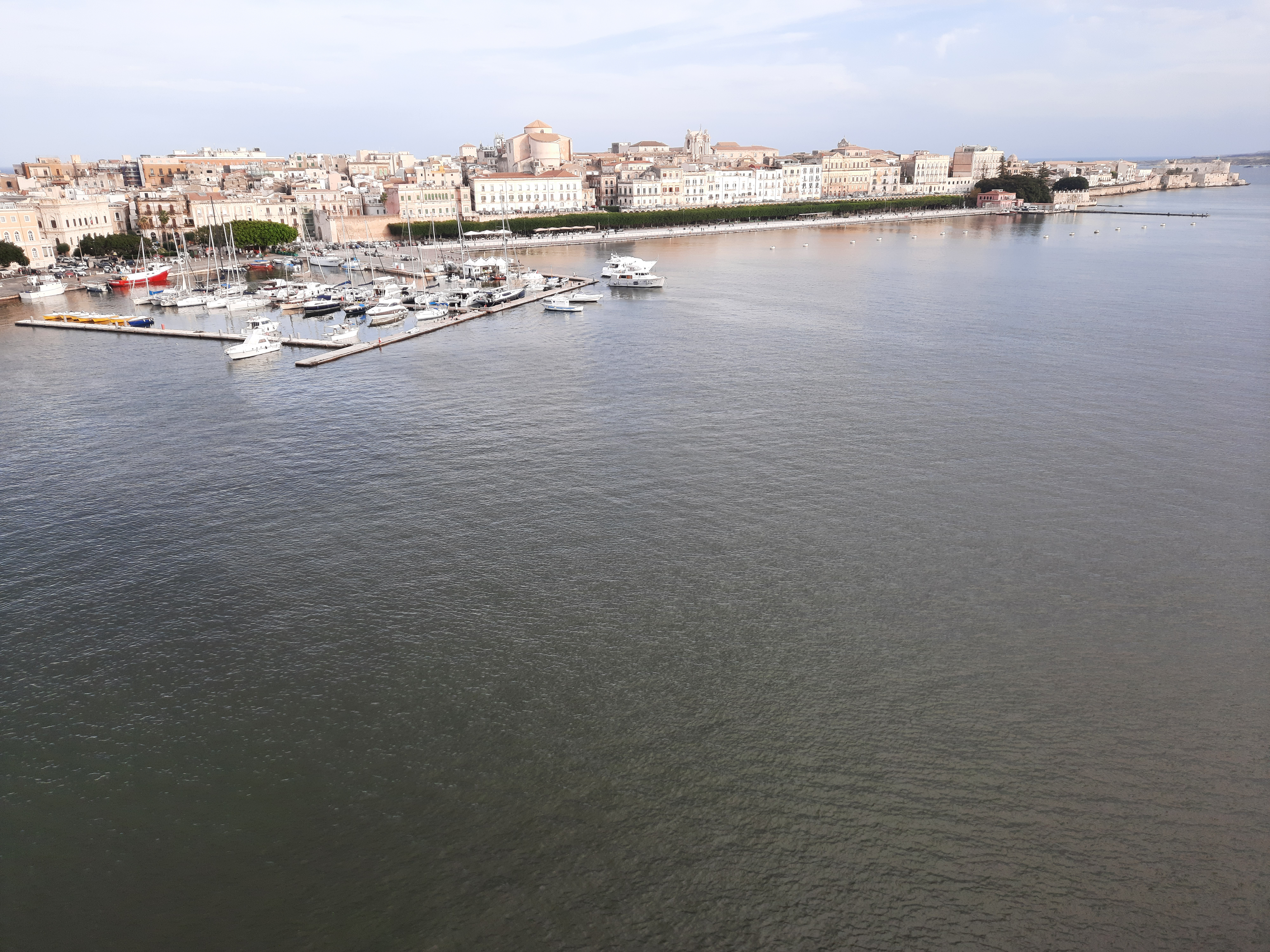
Il porto di Siracusa, un tempo assiduamente frequentato dai cavalieri giovanniti

Nel 1637, stanchi di questa situazione, gli spagnoli a Siracusa decisero di reagire: si avventarono contro le galee della Religione per disarmarle, ma quando i cavalieri giovanniti capirono le intenzioni bellicose della città, salparono in tutta fretta, evitando per un soffio le cannonate e i fuochi dell'artiglieria che continuavano a essere sparati contro di loro. I cavalieri avrebbero voluto un'immediata vendetta contro i siracusani ma il Gran Maestro, Lascaris, lo impedì, ricordando ai suoi uomini che all'Ordine era vietato imbracciare le armi contro i cristiani.
L'episodio tuttavia non passò sotto silenzio e in breve tempo giunse alla corte di Francia: re Luigi la prese come una questione personale, avendo molti suoi connazionali all'interno dell'Ordine, e divulgò con passione la notizia presso le altre corti d'Europa, le quali condannarono il gesto di Siracusa:
(Frédéric Lacroix, Malta ed il Gozzo, 1852, p. 131.)
Tra i più indignati vi furono gli italiani, i quali non comprendevano il motivo che aveva spinto il governatore della città a comportarsi in una tal maniera contro coloro che avevano più volte dato il sangue per difendere le coste siciliane e d'Italia dagli assalti dei turchi e barbareschi; i siracusani vennero quindi accusati di ingratitudine nei confronti dell'Ordine.
Tuttavia, ciò che il re di Francia non aveva previsto fu il fatto che lo stesso Gran Maestro decidesse di schierarsi contro di lui, come infatti fece, andando a chiudere i porti di Malta a tutte le navi francesi. Grande e grave fu lo sdegno di Luigi, il quale minacciò la tenuta finanziaria dell'Ordine stesso andando a confiscare tutti i beni materiali che appartenevano ai cavalieri ospitalieri nel suo vasto Regno. Quindi Lascaris fece un passo indietro e scusandosi riaprì i porti ai francesi, ma ciò non cambiò la situazione estremamente tesa che si era venuta a creare con la Sicilia: i siciliani chiusero i propri porti ai cavalieri giovanniti gettando costoro in una seria e drastica penuria di provviste. La Sicilia era infatti il motore principale che permetteva la sopravvivenza di Malta; ben più piccola e meno feconda. E a patire le maggiori sofferenze di questo periodo furono gli autoctoni maltesi, poiché se vi era poco cibo la precedenza su questo spettava ai più potenti cavalieri.

### Nuove carestie
Nel 1641 fi fu un altro periodo di forte carestia di cereali. La Sicilia non stava ancora patento i drammi che avrebbe attraversato qualche anno dopo a causa della mancanza di cibo, ma Siracusa anticipò i tempi: per essa la crisi del '41 fu seria e dovette mandare richieste d'aiuto esterne affinché le si inviasse del frumento: il primo soccorso giunse dai cavalieri di Malta, i quali, ignorando il continuo clima di sospetto che vi era nei loro confronti (a causa del perdurare della guerra tra spagnoli e francesi), portarono alla popolazione avvilita cibo per sfamarsi e lo rifecero diverse altre volte (i cavalieri soccorsero i siracusani per mesi). L'Ordine lo fece, si disse, per sdebitarsi di tutte le volte che, in tempi più sereni, questa città li aveva accolti e dato a loro viveri in quantità.
Con il cibo dei cavalieri giovanniti il Senato aretuseo poté placare le rivolte che stavano nascendo a causa della fame (il Senato scrisse al Gran Maestro ringraziandolo vivamente, il 16 maggio 1641). Ma oltre l'Ordine, la città aveva ricevuto frumento anche da Augusta, la quale era riuscita a superare bene la penuria di cibo: l'intervento della vicina fu provvidenziale e i siracusani la ringraziarono dichiarandosi nei suoi confronti «sempre, e in ogni futuro tempo, obbligatissimi».
Nel 1641 arrivò inoltre una lettera del re di Spagna, Filippo IV, che confermava ai siracusani i loro abituali privilegi e li concedeva nuove grazie come segno di riconoscimento per il donativo fattogli da questa città nel momento del bisogno. Siracusa aveva infatti donato al re spagnolo 15.000 ducati per le spese di guerra del 1637, nonostante non fosse obbligata a farlo (un suo antico privilegio la esonerava dai donativi forzosi che pretendeva la corte iberica dai siciliani), e per non essersi voluta tirare indietro si sarebbe indebitata per lungo tempo.

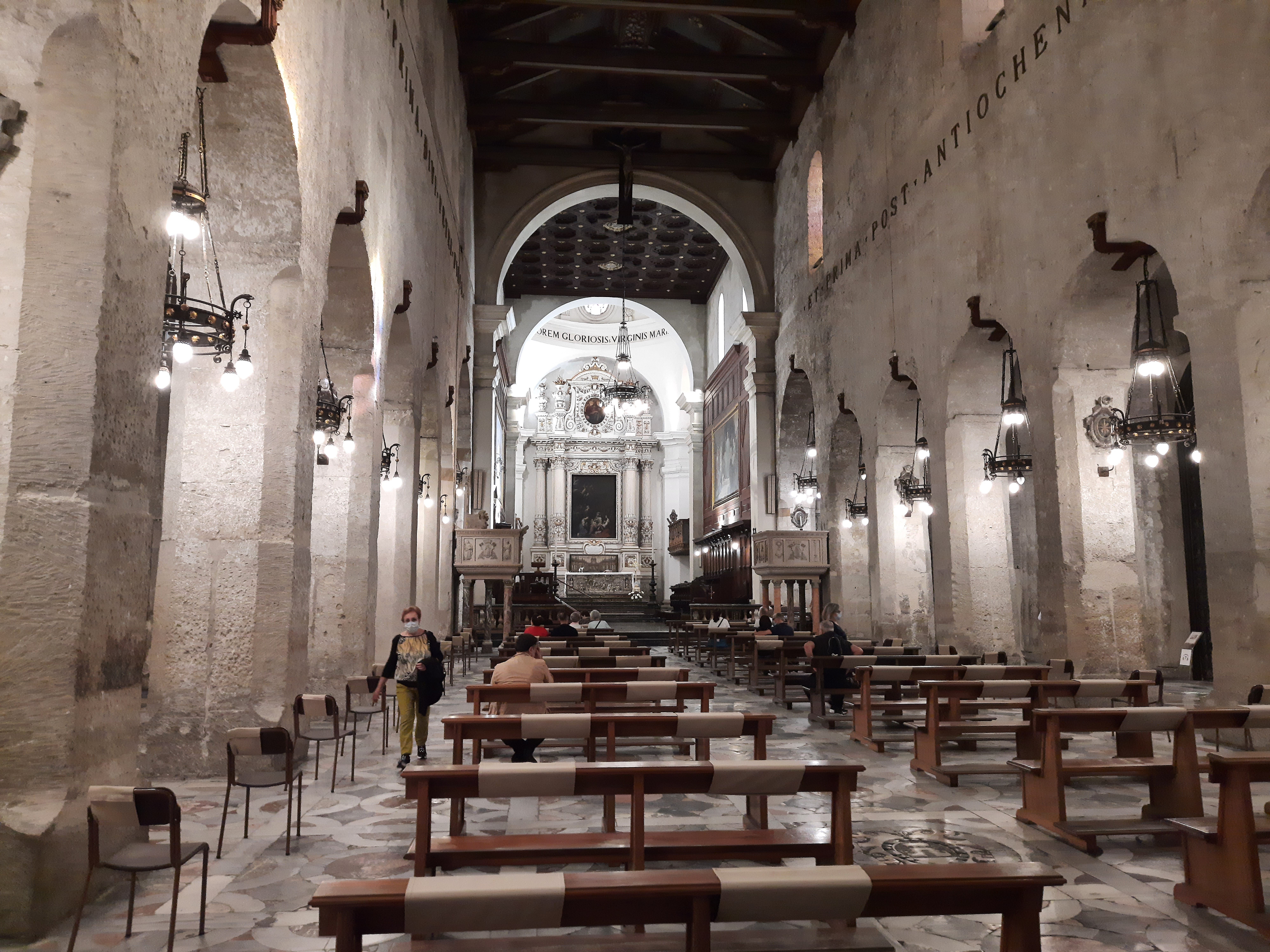
Interno del Duomo di Siracusa (colonne e forma architettonica appartengono all'antico Tempio di Atena)

Nel 1646 il capoluogo aretuseo fu uno dei primi a entrare nuovamente in crisi per la mancanza di cibo; nel mese di maggio la penuria di pane e altri alimenti basilari raggiunse grave criticità. Intervenne a placare gli animi il vescovo siracusano, che a quel tempo era Francesco d'Elia e Rossi (eletto nel 1639), il quale portò gli abitanti nella chiesa principale, affidando la città alle forze divine e in particolar modo alla sua Santa patrona, pregandola, per 8 giorni consecutivi, affinché salvasse la terra che le aveva dato origine.
Fu in tale clima di speranza religiosa che il 13 maggio 1646 nel centro urbano si gridò al miracolo: mentre il popolo era raccolto in preghiera, dalle porte della cattedrale fece il suo ingresso una singola colomba che si andò a posare sul soglio del vescovo Francesco. I siracusani ammutolirono, e subito dopo arrivarono le grida che nel porto erano entrate in cerca di riparo delle navi cariche di grano e legumi. La commozione generale portò alla nascita di una seconda festa per Santa Lucia, celebrata nel capoluogo, ancora oggi, nel mese di maggio, liberando colombe e quaglie (animale simbolo dell'isola di Ortigia) in memoria della grazia ricevuta quell'anno.
Il 1647 fu l'anno nel quale la carestia esplose prepotentemente in tutta l'isola di Sicilia e in parte d'Italia. Contesto che, incolpando il governo di incapacità di far fronte alla crisi alimentare, diede vita alle prime rivolte anti-spagnole del Seicento. Alla fame si aggiunse la malattia: epidemie scoppiarono in terra siciliana tra il 1647 e il 1648.
Dalle cronache non risulta che Siracusa patì eccessivamente questi mali (il suo annus horribilis era stato il '46), tuttavia essa venne tirata in ballo da una previsione, catastrofica, fatta da degli astrologi dell'epoca per tentare di giustificare la venuta dell'epidemia, che si presentava con febbre violenta e che aveva già mietuto molte vittime: si disse che la colpa era di un'eclissi lunare e che non si doveva creare il panico, poiché i suoi effetti si sarebbero fatti sentire solamente in 13 città d'Europa e del bacino mediterraneo: Siracusa era, secondo gli astrologi, inserita tra queste sfortunate 13 città, per via delle loro posizioni geografiche. Tuttavia, nelle principali cronache siracusane non compare il 1648 come anno particolarmente funesto.

### Liti con i cavalieri di Malta e nuove catastrofi naturali
I cavalieri di Malta continuavano a sentirsi maltrattati dai siracusani: essi si lamentavano dell'atteggiamento tenuto dal Senato aretuseo e dal corpo militare, fu per tale motivo che nel 1648 decisero di togliere a Siracusa il ruolo privilegiato che le avevano accordato fino a quel momento (bisogna considerare che continuava la guerra tra la Francia e la Spagna, il che rendeva nervosi gli spagnoli che custodivano la città); lo fecero andando a servirsi di cibarie e vettovaglie poco più a nord di essa: scelsero la vicina Augusta.

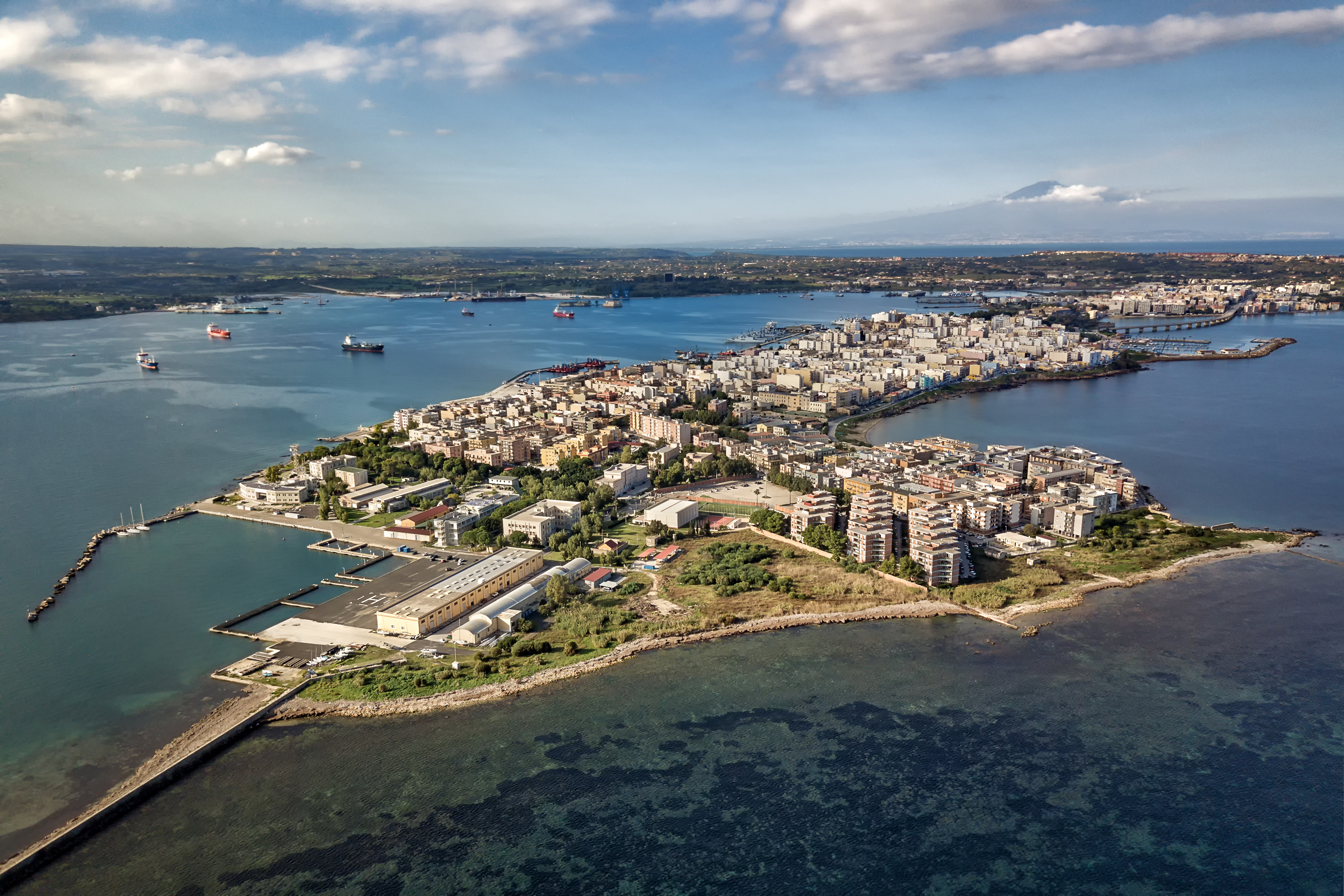
L'odierna Augusta vista dall'alto

La decisione in merito venne presa dal Gran Maestro Lascaris, che andò personalmente ad Augusta a chiedere a quegli abitanti se erano disposti ad accoglierli, da quel momento in avanti. Gli augustani furono entusiasti del ruolo accordatoli e si prodigarono volentieri per sistemare il loro porto in modo tale che potesse accogliere e soddisfare le esigenze dei cavalieri: chiamarono le galee della Religione «le nostre galee» (in segno di affezione benevola all'Ordine).
Ciò non portò a una totale troncatura dei rapporti tra i siracusani e i cavalieri: essendo quello aretuseo un porto primario militare i cavalieri giovanniti, per un motivo o per un altro, erano obbligati a farvi sosta: avevano però efficacemente minato una delle poche risorse finanziarie che sostentavano la città.
In quest'ottica, nel 1658, scoppiò una violenta lite al porto tra il governatore spagnolo della città, don Alvares d'Aguilar, e i cavalieri di San Giovanni: accadde che i cavalieri, capitanati dal generale delle galee, Chabrillan, avendo licenza militare per farlo, intervennero nell'accusa che dei poliziotti locali (al tempo chiamati Birri) muovevano contro due presunti ladri. I cavalieri non erano convinti della colpevolezza degli arrestati. S'intromise allora il governatore militare Alvares, scagliandosi sui soldati giovanniti, li minacciò pesantemente: o Chabrillan ordinava l'immediata impiccagione dei ladri, oppure i soldati della città avrebbero fatto colare a picco le navi della Religione, prendendole nuovamente a cannonate.
Per evitare scandali maggiori, il generale giovannita acconsentì a impiccare gli uomini (sulla cui colpevolezza continuava ad avere seri dubbi). Ma questa violenza sui cavalieri non rimase impunita: il governatore di Siracusa venne processato dal viceré di Sicilia e costretto a lasciare la città, venendo infine imprigionato per dieci anni sull'isola di Pantelleria. Il grave episodio non fece altro che peggiorare i già fragili rapporti che vi erano tra il capoluogo aretuseo e l'Ordine ospitaliero.
Nel 1669 si verificò la più violenta eruzione storica del monte Etna, che minacciò di distruggere la sottostante Catania con l'azione della sua lava; tale evento naturale avrà importanti conseguenze politiche, poiché metterà fuori gioco Catania dalla difesa dell'isola: questa città era già fortemente provata dopo l'infeudamento dei paesi etnei che la sovrastavano, i quali, venendole sottratti tutti in un sol colpo, negli anni '40, la ridussero a non più di 11 000 abitanti e per giunta senza un adeguato porto marittimo (a ciò si unirà il tradimento di Messina nei confronti della Spagna, lasciando così la strada spianata all'esercito francese verso Siracusa, venendo meno le due porte principali che la proteggevano da settentrione).

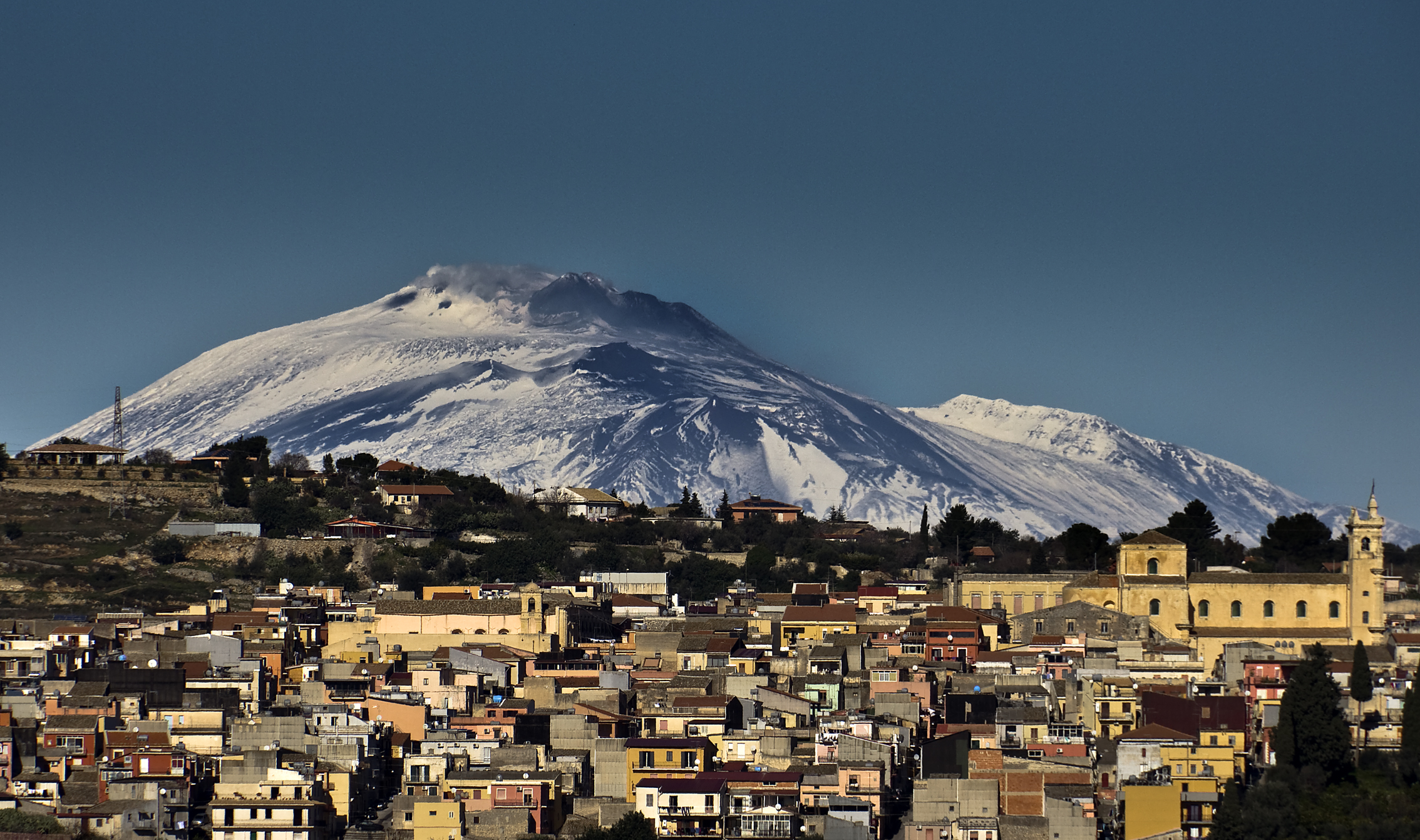
Il vulcano Etna visto dal centro ibleo di Sortino, il cui signore feudale controllava l'acqua di Siracusa a seguito dell'alluvione del 1558 (la crisi del 1672 provocò nella sola Sortino 964 vittime)

Preludio di una situazione ancor più drammatica fu la nuova ondata di carestia che stavolta colpì maggiormente Siracusa, portando nel 1672 alla morte di 9.000 dei suoi abitanti e passando per questo alla storia con il nome di «malannata grande» (il grande cattivo anno).
Nemmeno in questa occasione mancarono i soccorsi di grano da parte dei cavalieri di Malta, solo che non furono sufficienti, anche perché, stando alla cronaca fatta dal cavaliere giovannita di origini venete Bartolomeo Dal Pozzo, in città come Siracusa (che dice egli fu tra le più colpite da questa grande fame) il problema non era tanto il fatto che le piazze non avessero cosa macinare, ma piuttosto la cagione del male, secondo Bartolomeo, risiedeva nell'estrema decadenza sociale di questo popolo: tantissimi poveri che non potevano più comprare il cibo (gelosamente custodito da chi ancora ne aveva), e allora li si vedeva recarsi nelle campagne e ridursi a mangiare la cruda erba della terra. Poi li si vedeva morire per le strade, giorno dopo giorno.
Le dinamiche sociali che la Sicilia assunse con la Spagna fecero di questa città un centro emarginato: niente libero commercio, niente rapporti con terzi, niente poli d'istruzione, niente poli politici. Per tutto il Seicento (e il Settecento e l'Ottocento, dove le cose non andranno meglio politicamente, ma anzi, per Siracusa peggioreranno ancora) questa città e i comuni del suo circondario, trascinati probabilmente dal risultato negativo del capoluogo, fecero registrare il dato di crescita meno elevato dell'intera Sicilia: mentre nelle altre città siciliane la popolazione aumentava, qui invece diminuiva (escluso un breve respiro che si ebbe nei primissimi anni del '600). Solamente Enna (città cerealicola dell'entrotterra siciliano, che patì anch'essa il mutamento delle dinamiche del Regno: quando ciò che contava era la difesa interna e non quella esterna, ed era per questo annoverata tra i centri più popolosi dell'isola) appariva bloccata come Siracusa: la loro crescita era esasperatamente lenta, poiché le loro vite sociali erano state poste in condizioni di eccessiva fragilità; a tal punto che quest'ultima verrà paragonata, sui censimenti, alle città montane e non a quelle marittime (che crescevano a un ritmo molto più rapido).

### Le ultime fortificazioni

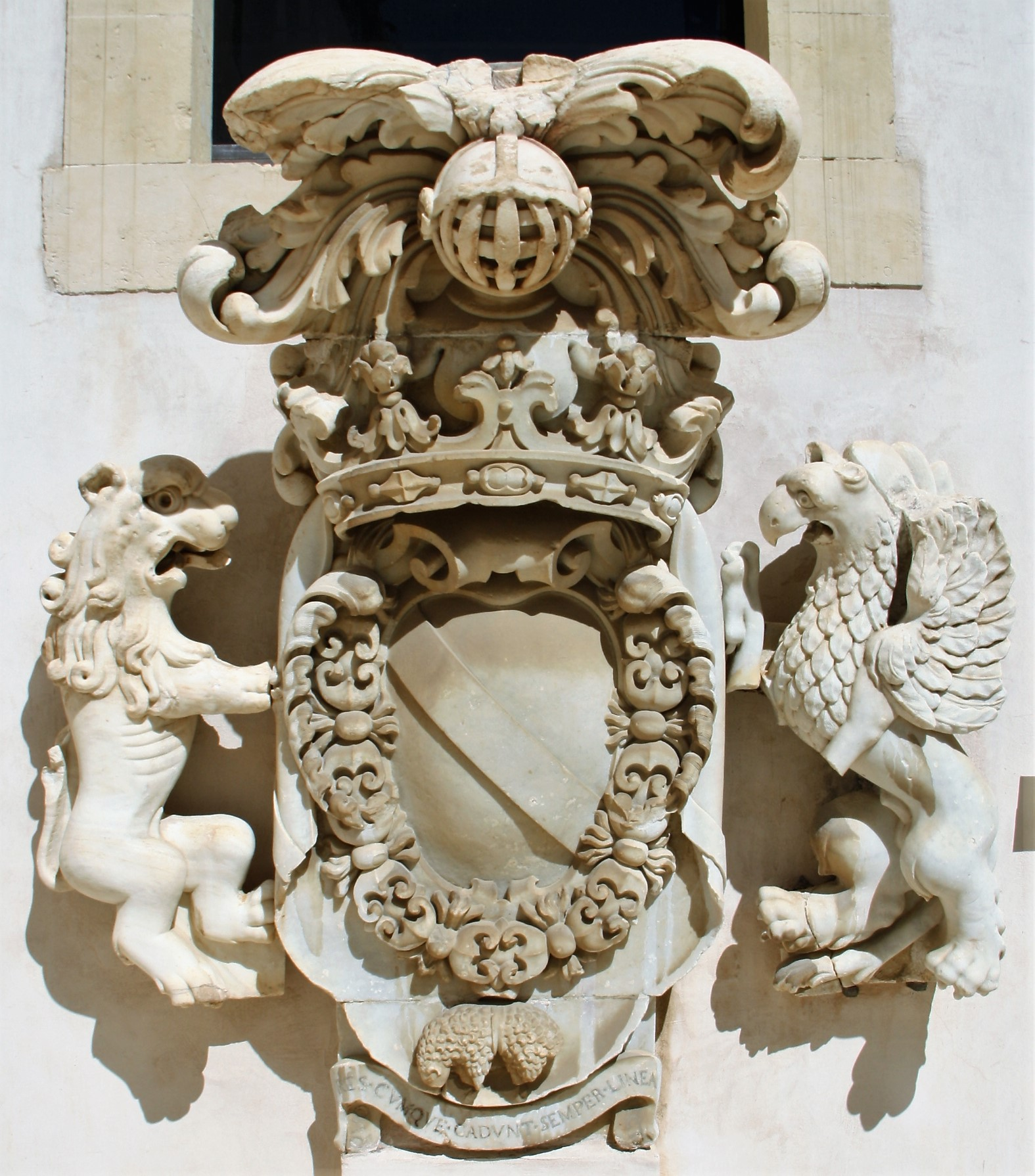
Lo stemma, rinvenuto in città, appartenente al viceré Claude Lamoral I di Ligne (colui che fece potenziare, per l'ultima volta, le fortificazioni siracusane)

Nel 1670 era salito al potere un nuovo viceré, Claude Lamoral I di Ligne (principe del Sacro Romano Impero e cavaliere dell'Ordine del Toson d'oro), che nel '73 venne in città per occuparsi delle fortificazioni: era importante assicurarsi che fossero sempre efficienti perché se anche la Sublime porta sembrava aver rinunciato alla conquista sud-occidentale, i suoi pirati rimanevano sempre attivi, schiavizzando in queste acque, soprattutto dopo che i veneziani, nel 1669, avevano perso l'isola di Candia (Creta) per mano del sultano.
Portò con sé l'ingegnere Carlos de Grunenbergh, che sotto ai suoi ordini si rese l'artefice dell'ultimo sbalorditivo rimodernamento delle fortificazioni aretusee: isolò ulteriormente Ortigia dal continente-isola Sicilia (il primo taglio era stato effettuato sotto Carlo V), la dotò di altri fossati e vennero eretti cinque ponti levatoi, i quali dovevano essere attraversati tutti prima di poter giungere al cuore della città. Inoltre potenziò la cinta muraria e la cittadella militare del Montedoro (anch'essa opera di Carlo V), dotandola di una struttura a punta di diamante.
Con i lavori di Grunenbergh, Siracusa acquistò la fama definitiva di essere una delle più munite e inespugnabili piazzeforti d'Europa e del Mediterraneo.
Grunenbergh, che rimarrà molto tempo in città, risulterà essere stato l'ultimo capo militare-ingegneristico ad essersi occupato delle fortificazioni siracusane, poiché non ci saranno successive modifiche; non tanto per gli effetti distruttivi del terremoto e maremoto del 1693, che butteranno giù tutto (Grunenbergh sarà lì, prontamente, per ritirarle su), ma perché dopo i primi decenni del '700 la Spagna sarà sconfitta in Sicilia e chi le subentrerà si limiterà semplicemente a rifornire Siracusa di cannoni e munizioni, senza però rimettere mano alla complessa opera spagnola (per la quale erano stati necessari oltre due secoli di lavori e finanziamenti prima che potesse dirsi del tutto compiuta), e infine (alle soglie del XX secolo) saranno i siracusani stessi a demolire ogni traccia del loro passato da piazzaforte.

## Nella guerra d'Olanda

### Casus belli
Nel 1674 la città della costa nord-orientale di Sicilia, Messina, decise di ribellarsi al potere della Spagna, finendo con il trascinare quasi l'intera isola in guerra contro una potenza europea come la Francia. I motivi che la spinsero a tale decisione non furono però da ricercarsi in problemi comuni per i siciliani, come la fame e l'isolamento, bensì alla base di tutto ci fu la sua perenne contesa con Palermo: le due città si facevano una sorta di guerra diplomatica da quando gli Aragonesi erano approdati sull'isola; per tentare di togliere più potere possibile alla capitale ufficiale (divenuta tale in epoca araba e rimasta tale con gli spagnoli) e attirare ancor più prestigio al suo interno.

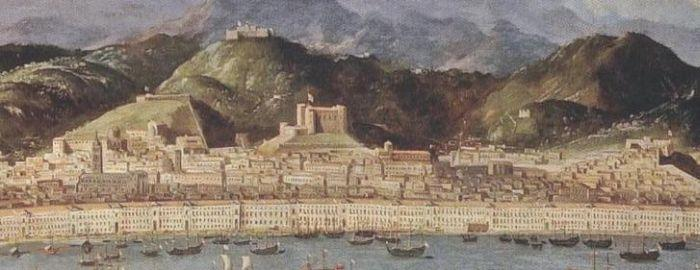
Veduta di Messina nel XVIII secolo (Simone Gullì)

Entrò quindi in gioco la Francia: i messinesi si recarono a chiedere il supporto dei francesi per ribellarsi agli spagnoli. La Francia era a quel tempo impegnata nella guerra d'Olanda (dopo una breve tregua con la Spagna, finirono entrambe nuovamente in conflitto per assicurarsi il dominio sui paesi olandesi: la Francia supportata dall'Inghilterra e la Spagna supportata dal Sacro Romano Impero). Quando la Francia si vide giungere la proposta di intervenire in Sicilia contro gli eterni rivali spagnoli, con l'aspettativa di guadagnare un Regno da tempo ambito, accettò e si schierò al fianco della ribelle Messina, permettendole di cacciare via i soldati spagnoli dalla propria città e ponendola così sotto la sua protezione.

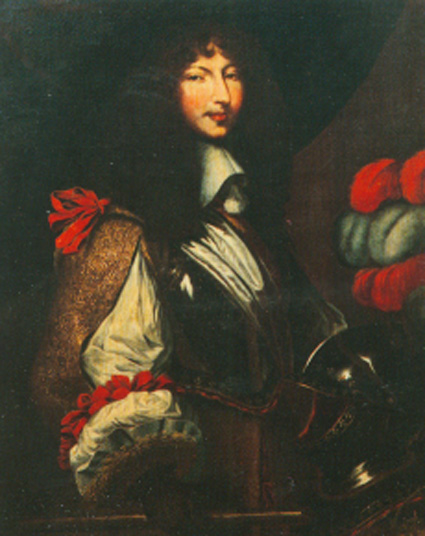
Il re Luigi XIV di Francia, ritratto da Justus Sustermans

Fu quello il primo passo dello spostamento del conflitto bellico franco-ispanico-olandese in terra siciliana.
Gli spagnoli riuscirono comunque a tenersi nel messinese la comarca di Milazzo, la quale, meglio munita di Messina, era considerata insieme a Trapani e Siracusa, uno dei tre perni fondamentali che da soli erano in grado di garantire la difesa dell'isola tutta. Da quel momento la Spagna divenne sospettosa di tutti i siciliani: pare che i disegni di una grossa rivolta messinese contro il governo spagnolo andassero avanti già da qualche anno; secondo i documenti spagnoli nelle carceri di Siracusa si trovava nel 1671-1672 (tra i pochi anni di pace per Francia e Spagna) un ingegnere francese, accusato di spionaggio nei confronti delle difese militari del capoluogo aretuseo.
Inoltre, si sostiene che Messina al re di Francia Luigi XIV chiese di essere staccata politicamente dall'isola, divenendo una repubblica indipendente: al re di Francia il resto della Sicilia, compresa ovviamente Siracusa. I confini di questa neo-repubblica avrebbero tra l'altro privato i siracusani di una parte del loro territorio: i messinesi desideravano infatti estendere i propri domini fino a Lentini (prendendosi anche tutta la piana di Catania). Questi desideri dei messinesi vennero fin da subito considerati irrealizzabili, per cui la città dello Stretto si sarebbe dovuta accontentare della promessa di divenire la capitale di una Sicilia francese.

### La fedeltà verso la Spagna
Il governo spagnolo continuò ad avere dubbi sulle simpatie politiche di Siracusa, nonostante gli iberici continuassero ad appellarla come la fedelissima - epiteto che indicava la città aretusea quando i suoi rappresentanti sedevano nel parlamento siciliano -, sospettavano che appoggiasse la ribelle Messina. Così il Senato siracusano fu costretto nel 1675 a quantificare la propria fedeltà nei confronti della Spagna offrendo al re Carlo II un donativo di 10.000 ducati, che, insieme ad attestati di grazia della patria, gli furono mandati tramite due suoi patrizi: Lucio Bonanno Colonna (il cui avo era stato mandato come ambasciatore dei siracusani a Carlo V nel 1535), duca di Floridia (l'antica Xiridia popolata con la licenza regnicola nel 1628) e Francesco Platamone, principe di Rosolini (che venne popolata proprio nel '75). I soldi per fare ciò vennero tolti alla chiesa siracusana, con la conseguente nascita di nuove gabelle per la popolazione.

### Le conseguenze della presa di Augusta
I primi a dare notizia alla città di Siracusa della venuta dell'Armée française nelle acque dello Stretto furono i cavalieri di Malta: essi, appena videro che messinesi e francesi fraternizzavano (la rivolta messinese cominciò a luglio, ma la Francia mandò soldati e viveri a partire da settembre), colsero il tradimento nei confronti della Spagna e per evitare di venire giudicati nuovamente (come accadde nel '37) lasciarono in tutta fretta il porto peloritano e vennero in quello aretuseo, il 28 settembre del 1674, riportando a voce la scioccante novità. Tuttavia, dopo di ciò, l'Ordine si mantenne neutrale (per via sempre delle sue regole che vietavano un suo schieramento durante una guerra tra cristiani). La Sacra Milizia ebbe però la disposizione, intransigente, dettatale dalla Spagna, secondo la quale i cavalieri gerosolimitani avevano l'assoluto divieto di scendere a terra nei porti siciliani mentre si rifornivano di viveri (poiché alcuni cavalieri francesi avevano mostrato ampio apprezzamento all'iniziativa della Francia sulla Sicilia); ciò venne da loro eseguito durante tutti gli anni della suddetta guerra.

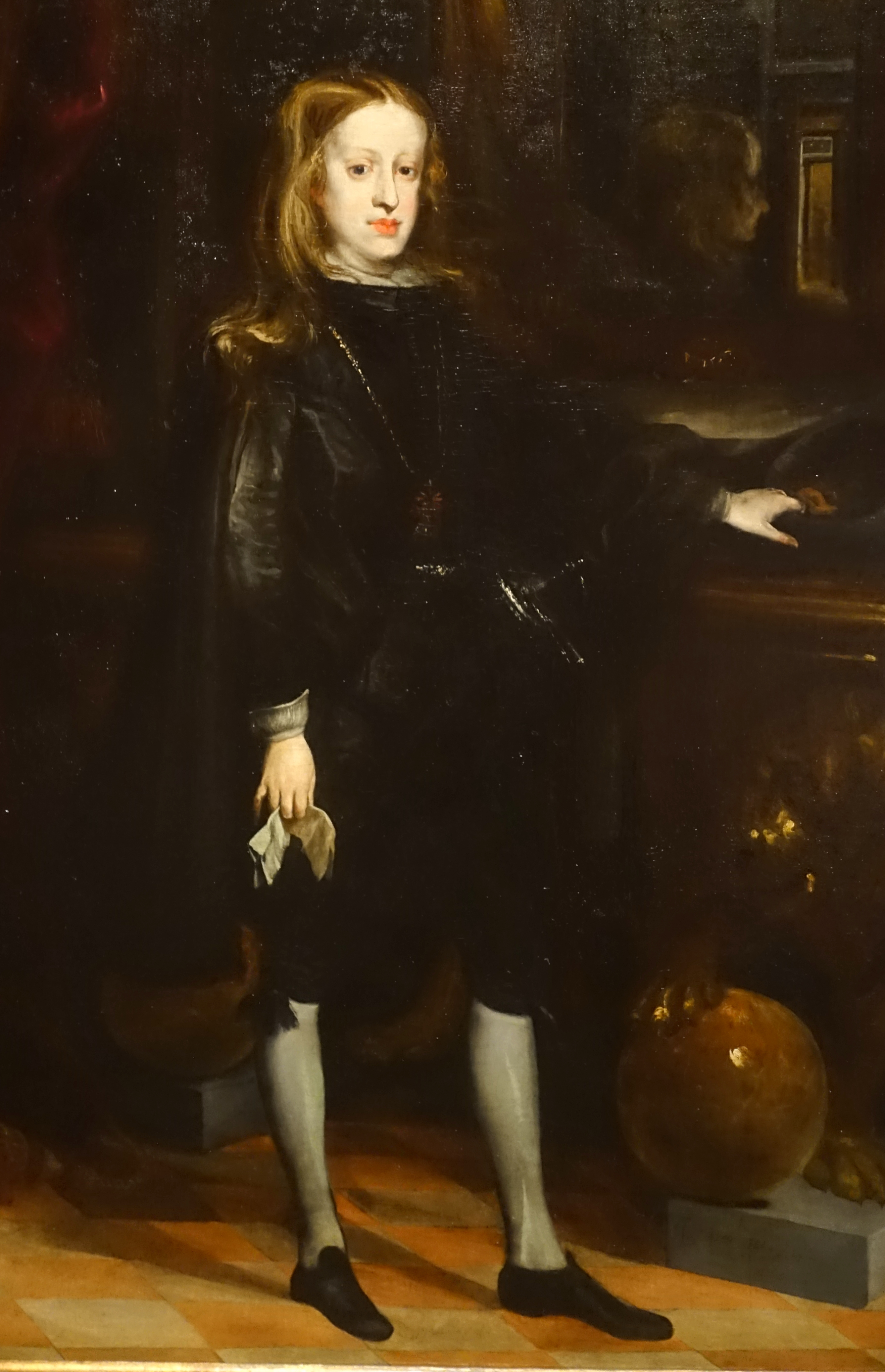
Il giovanissimo re di Spagna, Carlo II ritratto nel 1675; egli aveva 14 anni quando si fece dichiarare maggiorenne per permettere alla Spagna di affrontare al meglio la guerra con la Francia

I francesi vollero fin da subito focalizzare il loro teatro di azione alle porte di Siracusa: essi, infatti, passato l'inverno del '74, si diressero nell'estate dell'anno dopo, nel 1675, alla conquista di Augusta: la vicina aretusea anche questa volta non riuscì a resistere all'impeto degli invasori; si dice che i francesi avessero dei complici all'interno del castello augustano (cavalieri di Malta per l'esattezza, dal momento che costoro si erano stanziati in gran numero in quel luogo fin dal 1648, dopo la disputa che avevano avuto con gli aretusei). Per tradimento o per impossibilità di difesa del vasto porto, la Francia guadagnò un'importantissima postazione bellica, e per Siracusa aumentò grandemente l'ansia di doversi difendere, essendo adesso la più limitrofa al campo di Luigi XIV.
Il popolo di Augusta serbava vecchi rancori con i francesi: durante la guerra del Vespro era stata una di quelle terre prese con la forza dagli angioini e a causa di ciò rimase per anni disabitata. Più complesso invece il rapporto degli abitanti di Siracusa con i francesi: essi non avevano avuto nella storia più recente fatti di sangue con questa nazione: la guerra del Vespro aveva interessato i siracusani indirettamente e solo perché si erano schierati dal lato degli aragonesi, mentre per ritrovare un saccheggio storico da parte dei francesi ai danni di Siracusa si deve risalire addirittura all'epoca romana, quando i Franchi, scesi dalle navi, si riversarono con violenza al suo interno. Gli spagnoli, ad esempio, temevano che i siracusani potessero tradirli e darsi ai francesi, motivo per cui, dopo la presa di Augusta, fecero spostare le galee di Spagna dal porto di Siracusa a quello di Palermo, per timore di una presa inaspettata (presa per tradimento) della città aretusea (si tenga comunque presente che bisognerà attendere gli eventi del XIX secolo per poter vedere concreti rapporti tra cittadini siracusani e francesi, dove questi saranno, tra l'altro, accolti dal popolo aretuseo con l'appellativo di fratelli e amici).
Nel frattempo, la Francia aveva concentrato le sue forze maggiori dentro Augusta, e con il grano e il vino augustano i suoi soldati vi sfamavano i messinesi (che erano accerchiati a terra dagli spagnoli).

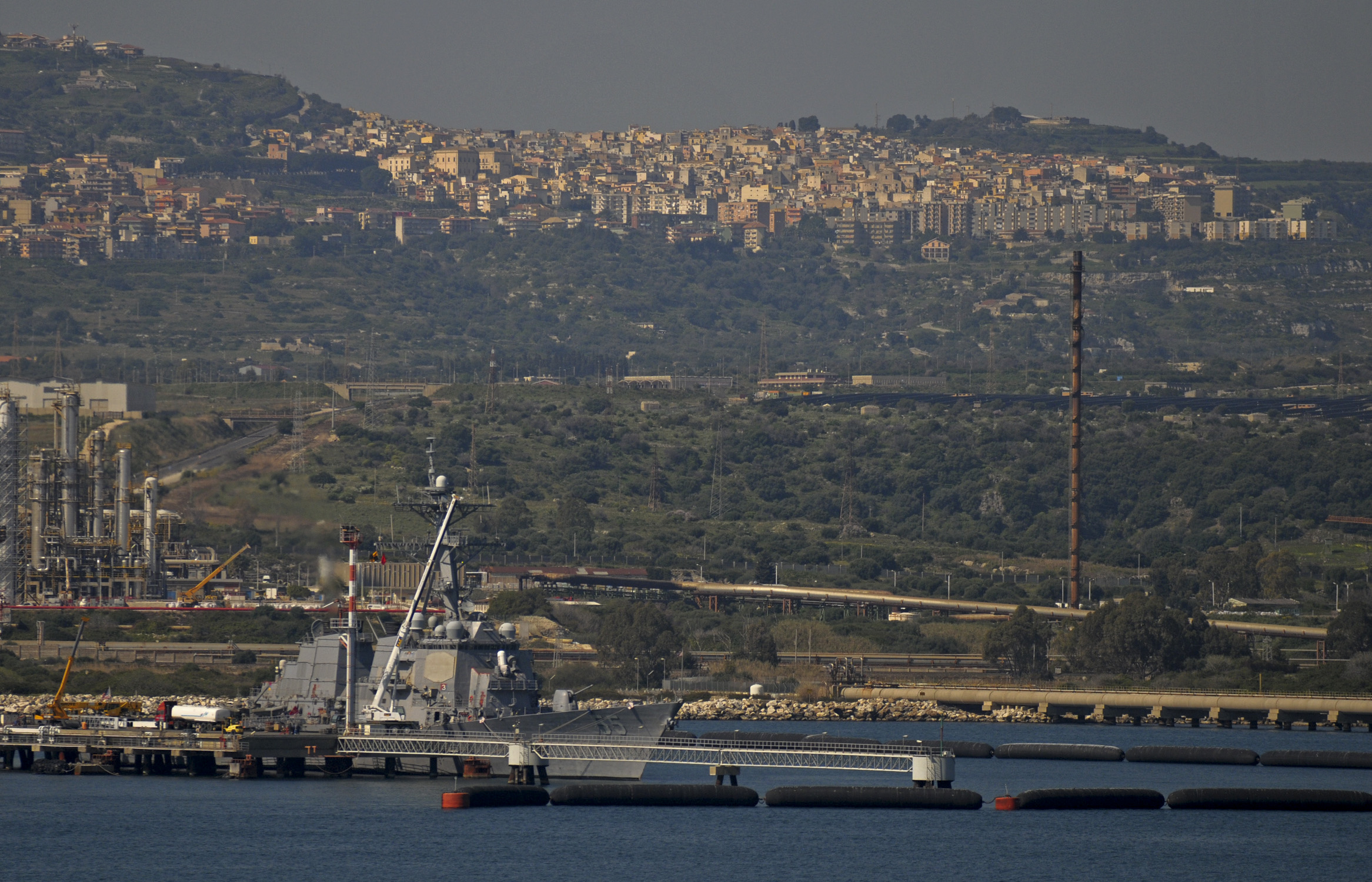
Melilli vista dall'odierno arsenale militare marittimo di Augusta

Ritenendo che Augusta non fosse recuperabile, l'adiacente Melilli, per difendersi e rallentare l'avanzare dei francesi, tagliò l'acqua agli augustani, sbarrando il corso del fiume che nasceva nel proprio territorio e che dal colle giungeva fino alla piana sottostante; distrussero inoltre tutti i mulini della vicina. Gli augustani, che di giorno in giorno divenivano ribelli e si alleavano ai nuovi possessori della loro terra, minacciarono di bruciare l'intero paese di Melilli se coloro che l'abitavano non avessero riaperto immediatamente il corso del fiume.
La rivolta messinese portò dunque il territorio siracusano sull'orlo della guerra civile. Tuttavia si procedeva a rilento, quasi con prudenza, poiché sia la Spagna che la Francia avevano altri fronti aperti nel nord Europa.
I messinesi accompagnavano i francesi nelle loro azioni, mentre chi restava nella città sotto assedio aspettava con ansia le nuove che giungevano dall'armata: essi, ingenuamente, davano per certa la presa di Siracusa (che avevano capito interessare molto alla Francia) e speravano che la sua caduta potesse dare una svolta positiva, per loro, a questa guerra, ma si sbagliavano, poiché, come gli stessi francesi si resero conto, prendere Siracusa non era affatto facile impresa:
Per un po' di tempo la situazione rimase in bilico ma senza novità: i francesi avevano molte navi ma pochi cavalli; ragion per cui gli veniva difficile addentrarsi nel Regno o fronteggiare i militari siciliani che invece disponevano di una vasta cavalleria. Questo vantaggio venne usato per proteggere i confini di Siracusa: quando si andava nei campi per la raccolta del grano o per la vendemmia dell'uva si veniva scortati dalla milizia isolana e spagnola, che impediva ai francesi di impossessarsi del raccolto. La Spagna aveva inoltre formato un blocco navale nei pressi di Palermo, in modo tale da bloccare la rotta marittima che dalla Francia giungeva a Messina e infine ad Augusta per rifornire di viveri i soldati occupanti.
Il 2 aprile del 1676 gli augustani, accompagnati dai messinesi, tesero un'imboscata via mare ai danni di siracusani e di mellilesi: si spinsero fino a Santa Panagia (zona aretusea che da secoli era ormai priva di mura) e ne approfittarono per catturare 40 persone: molti cittadini di Siracusa e alcuni mellilesi. Minacciarono di volerli uccidere in maniera cruenta (per punire la loro lealtà alla Spagna), ma al momento di passare ai fatti, gli assalitori decisero di graziare i siracusani, lasciandoli liberi; portarono però con sé, sempre sotto minaccia, i mellilesi (sconosciuta la loro sorte).
Questo episodio di violenza, narrato dai cronisti che si occuparono della rivolta peloritana, denuncia i livelli di tensione raggiunti nell'area siracusana: divisa tra la fedeltà spagnola e l'insurrezione franco-messinese.

### L'ammiraglio olandese Michel Adriaenszoon de Ruyter

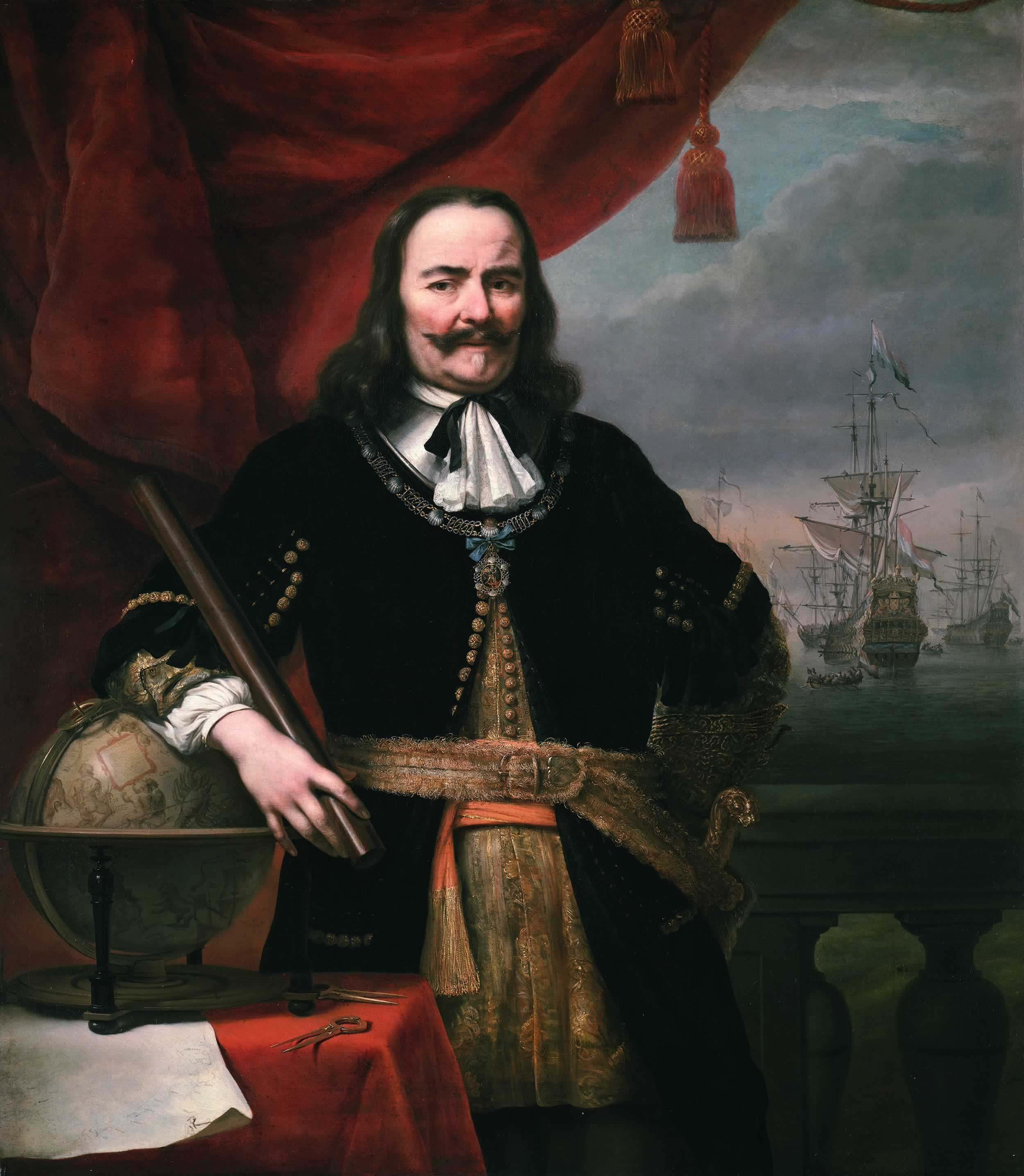
L'ammiraglio olandese Michel Adriaenszoon de Ruyter. Il suo cuore secondo alcuni è rimasto sepolto nella città di Siracusa, secondo altri è invece stato trasportato ad Amsterdam

La Spagna chiamò i propri alleati in Sicilia: giunsero soldati tedeschi del Sacro Romano Impero e soldati olandesi dei Paesi Bassi. Essendo divenuta questa la zona più calda del conflitto ispano-francese, era prevedibile che si sarebbe svolta in queste acque la più grande delle azioni che si annoverano a questo specifico conflitto bellco: giorno 22 aprile 1676, a vista di Siracusa, si consumò una spettacolare battaglia navale tra spagnoli, olandesi e francesi, passato alla storia come la battaglia d'Agosta, poiché le navi volevano sbarcare in rada e ricacciare in mare i francesi per liberare Augusta.
La flotta ispano-olandese ebbe la peggio, tuttavia vi si distinse grandemente l'ammiraglio d'Olanda, Michel Adriaenszoon de Ruyter, colui che aveva impedito all'Inghilterra di invadere i Paesi Bassi dal mare e che gli olandesi chiamavano, in segno di affetto e rispetto, «papa Ruyter». Egli venne colpito da schegge di cannone e quando la flotta ispano-olandese riuscì a trovare finalmente rifugio dentro il porto di Siracusa, le ferite di Ruyter non sembravano mortali, tuttavia, dopo qualche giorno, egli non riuscì a riprendersi e morì.
Il dolore per la perdita di questo uomo di mare fu enorme: l'Olanda lo considerava un eroe nazionale e per questo motivo si prodigò affinché le sue spoglie facessero ritorno in patria. Siracusa lo aveva seppellito in una collina che sorgeva a un miglio dalla città, poiché essendo egli protestante non si era potuta fare una classica sepoltura. Lo sgomento fu tale, che persino il re Luigi XIV di Francia se ne dispiacque e ordinò ai suoi uomini ad Augusta di lasciar passare le navi che dall'Olanda erano venute a prelevare il corpo, fatto imbalsamare, del celebre ammiraglio, facendo loro il saluto d'onore con i cannoni.
Dopo questa grave sconfitta, i francesi batterono gli spagnoli anche nella battaglia navale di Palermo. L'Olanda si adirò molto con la Spagna, dandole la colpa della sconfitta: ciò segnò la fine della loro alleanza e la ritirata del paese nord-europeo dalle acque mediterranee.

### La presa di Melilli e la difesa dell'entroterra

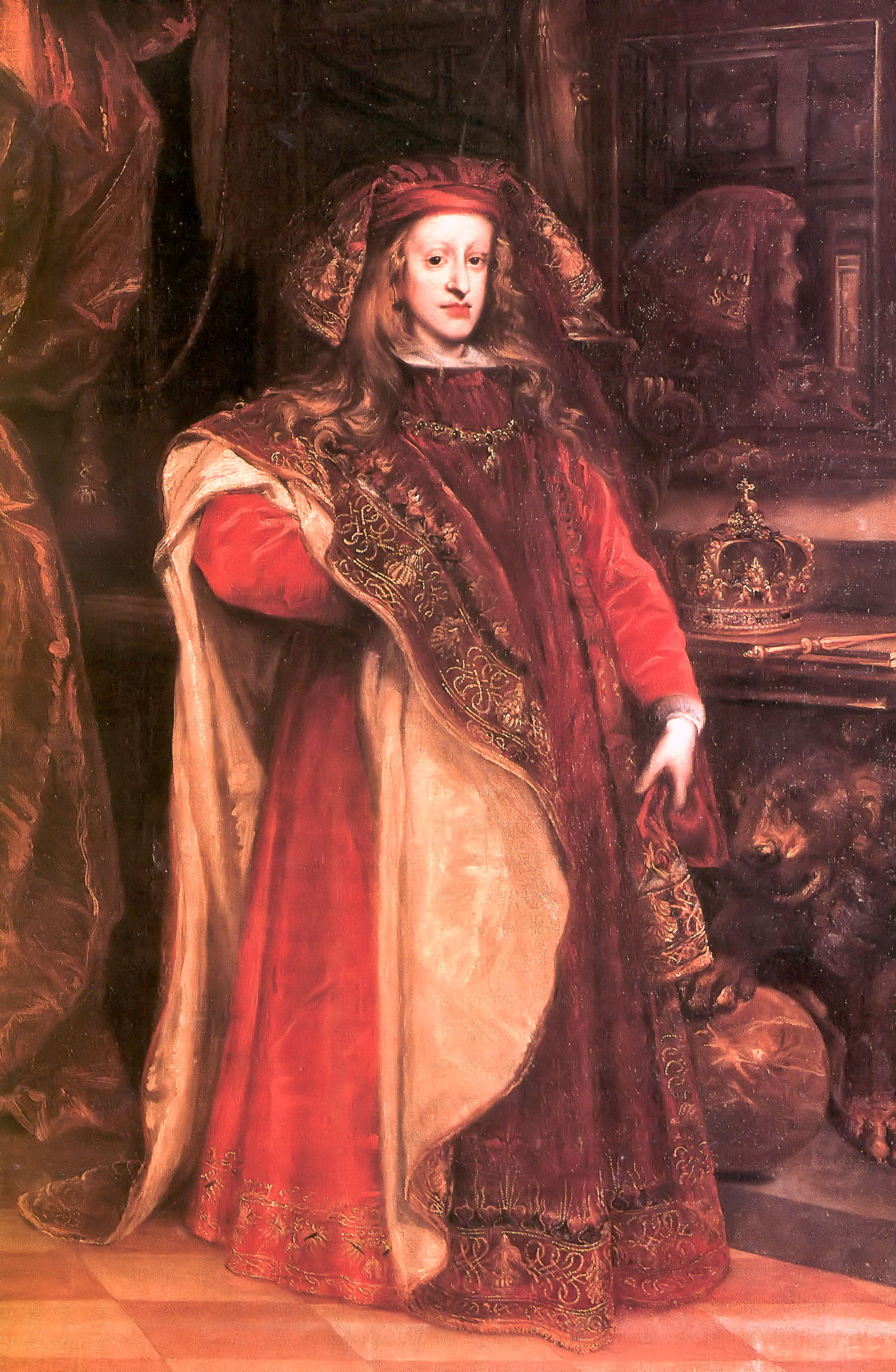
Carlo II di Spagna nel 1676 in abiti da Gran Maestro dell'Ordine del Toson d'oro. Carlo spedì al vescovo di Siracusa, Francesco Fortezza, doni preziosi e sacri «per ricambiare un crocifisso d'avorio regalato da quest'ultimo al re spagnolo»

Louis Victor de Rochechouart de Mortemart, duca di Vivonne, nonché il viceré francese scelto da Luigi XIV per la Sicilia (ma riconosciuto come tale solo a Messina), dopo il vantaggio acquisito nelle battaglie navali, mise in atto una manovra evasiva per far credere agli spagnoli che la Francia stesse per attaccare una delle città principali del Regno:
In verità, i piani di Luigi non erano cambiati: egli voleva prima conquistare Siracusa e per fare ciò il suo esercito valutò che il modo migliore era quello di accerchiarla, facendole in sostanza mancare il terreno sotto i piedi, conquistandole tutto il territorio. Per cui il duca di Vivonne diresse le sue forze terrestri al colle di Melilli, che sorgeva appena sopra Augusta. Qui i francesi, però, trovarono fiera resistenza:

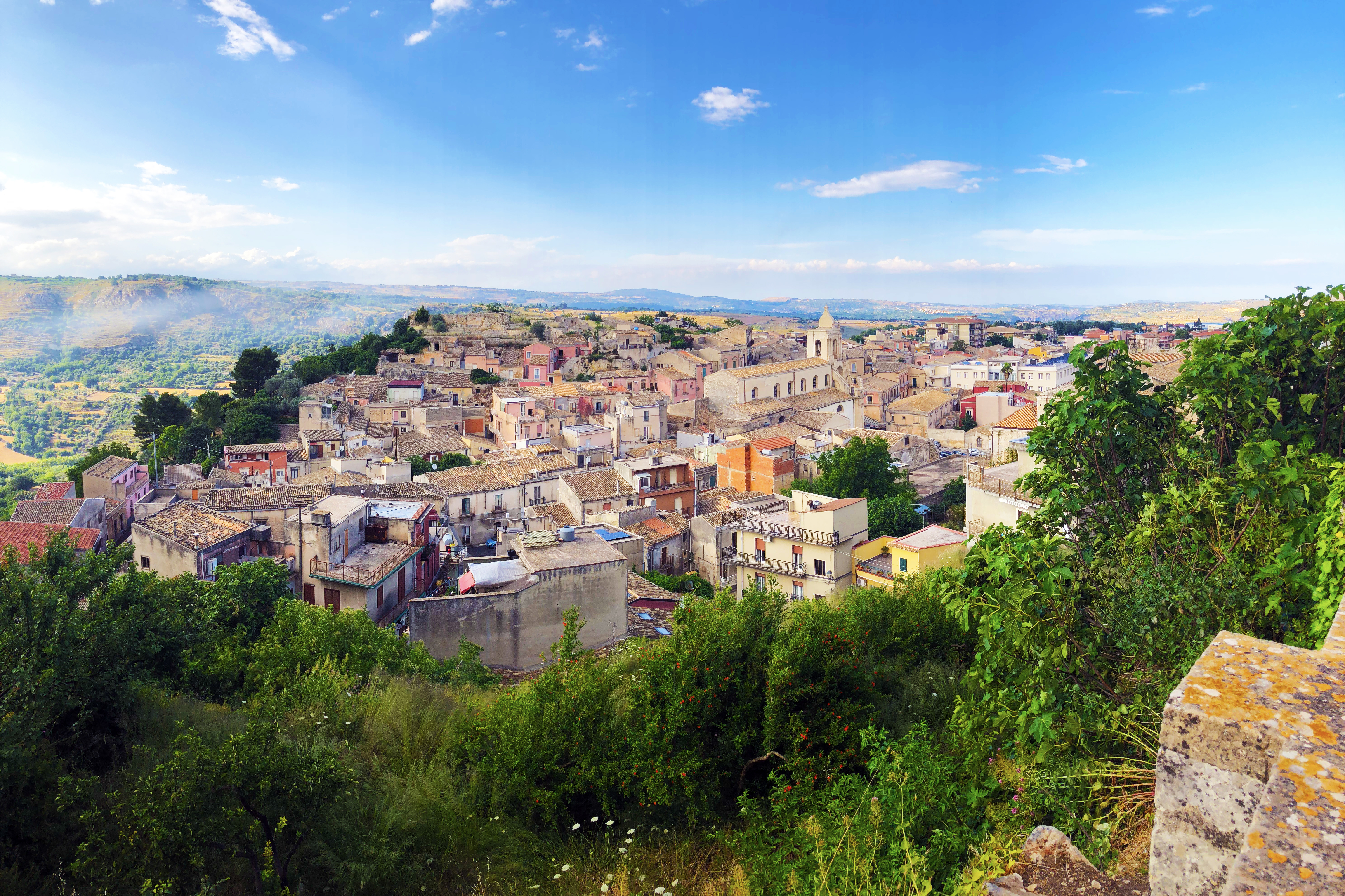
I francesi presero la via dei monti, dove però incontrarono la resistenza degli abitanti dei vari comuni iblei (in foto uno scorcio dell'iblea Palazzolo Acreide; in origine Akrai, antica colonia greca dei Siracusani)

I mellilesi, pur essendo pochi di numero (Melilli all'epoca contava circa 1 000 abitanti) si difesero a lungo; essi inoltre potevano contare su un buon presidio spagnolo, il quale - anch'esso poco numeroso - faceva molto danno ai francesi sparandoli con il moschetto. La resistenza infine fu piegata: i francesi, tuttavia, perdettero sul campo 200 uomini e 100 ne rimasero feriti. Il saccheggio fu violento, poiché i soldati erano infastiditi dall'accanita ostilità che avevano trovato in quel luogo. Con loro vi erano i messinesi, che però in quei frangenti più che a combattere si dilettarono a saccheggiare, a tal punto che i francesi decisero di volgere le armi contro i loro alleati, con la conseguenza che quei messinesi al ritorno da Melilli finirono in carcere.
Tuttavia, ancor prima che i francesi ponessero d'assedio Melilli, le truppe di Luigi XIV ad Augusta si erano divise in due grosse squadre: mentre una faceva cadere il centro ibleo più prossimo a Siracusa - la prima squadra si era a sua volta divisa nelle brigate Piccardia e Normandia -, un'altra si era già addentrata oltre Melilli, prendendo la via montana che conduceva a Sortino (un altro dei comuni storici del siracusano).
Questa seconda squadra d'Oltralpe si ritrovò ad essere fortemente contrastata dai soldati siciliani, che non permisero loro l'ingresso nella valle dell'Anapo (che prende il nome dal fiume che in quella valle ha origine e che sgorga infine di fronte al porto aretuseo, ovvero la terra di Pantalica). In breve tempo si era già sparsa la voce della salita dei francesi in quelle zone, per cui le popolazioni che vi risiedevano si prepararono per resistere all'urto.
Scalati i primi dirupi, l'effetto sorpresa dei francesi venne rovinato dalla richiesta d'aiuto dei sortinesi, i quali, vedendosi assediati, fecero sopraggiungere soldati dai paesi vicini: Ferla e Cassaro risposero subito e si unirono alla squadra di milizia sicula di Palazzolo Acreide guidata dal nobile Domenico Bonajuto (famiglia d'origine valenciana-siracusana); i francesi vennero sconfitti e furono costretti a ritirarsi dentro Melilli per «evitare una strage».
La presa di Melilli aveva messo in allarme il nuovo viceré spagnolo di Sicilia, Aniello de Guzman e Carafa (esperto militare), che lasciata Milazzo (dove si era acquartierato per mettere pressione all'assediata Messina) andò rapidamente a Catania; egli sapeva che Siracusa era ben munita, ma temeva che se anche Catania fosse stata presa, l'accerchiamento alle porte della fortezza aretusea sarebbe divenuto davvero eccessivo. Guzman dichiarò Catania piazza d'armi, vi fece accampare l'esercito e si dedicò a fortificarla (Catania, infatti, al contrario delle due maggiori città con le quali confinava, ovvero Messina a nord e Siracusa a sud, non aveva mai avuto dalla Spagna straordinarie fortificazioni, per cui adesso andavano tirate su in fretta e furia). I francesi vedendo tali prepartivi si volsero per assediare Lentini (il comune più a nord del siracusano, confinante con il catanese), non osando, neanche adesso, mettere il campo sotto le mura di Siracusa e provare a prenderla.

### Fine della guerra d'Olanda
Mentre continuava l'assedio dei francesi verso Lentini, estesosi pure a Carlentini (comune ibleo fondato da Carlo V nel secolo passato per cercare di sostituire la Lentini post-sisma del 1542), nella città di Siracusa, nell'ottobre del 1676, avveniva un arresto importante: si era difatti scoperta una congiura architettata da un cavaliere di Malta siracusano, fra Don Luigi Settimo, che insieme a un canonico aretuseo bramava di consegnare la città al re Luigi XIV.
A sventare la presa per tradimento fu il vicario generale di Siracusa (nominato proprio in quell'anno) Giuseppe Lanza, duca di Camastra, il quale condusse il membro della Sacra Milizia e il suo complice nelle prigioni di Catania, dove continuava a risiedere il viceré Aniello de Guzman e Carafa in attesa delle nuove mosse da parte del nemico.
Venne arrestato inoltre il principe di Buccheri (il comune siracusano che sorge sulle pendici del monte Lauro, la vetta degli Iblei), poiché egli, messinese d'origine, radunò un esercito e fingendo di andare in soccorso di Lentini e Carlentini, in realtà vi si scagliò contro, tradendo i siracusani e gli spagnoli e passando dal lato dei francesi e dei messinesi. Il viceré, posto in zona, seppe comunque ben difendere quei comuni.
Constatando che i comuni a nord del siracusano erano ben muniti e dunque difficili da soggiogare con le forze di terra a disposizione (anche se nell'estate di quell'anno la Francia aveva spedito un buon rinforzo di cavalli, i quali navigarono su tredici suoi vascelli), i francesi oltrepassarono il monte Etna e assalirono Taormina, conquistandola, senza però rinunciare alla presa di Lentini e Carlentini, per le quali i francesi avrebbero fatto più avanti altri tentativi.

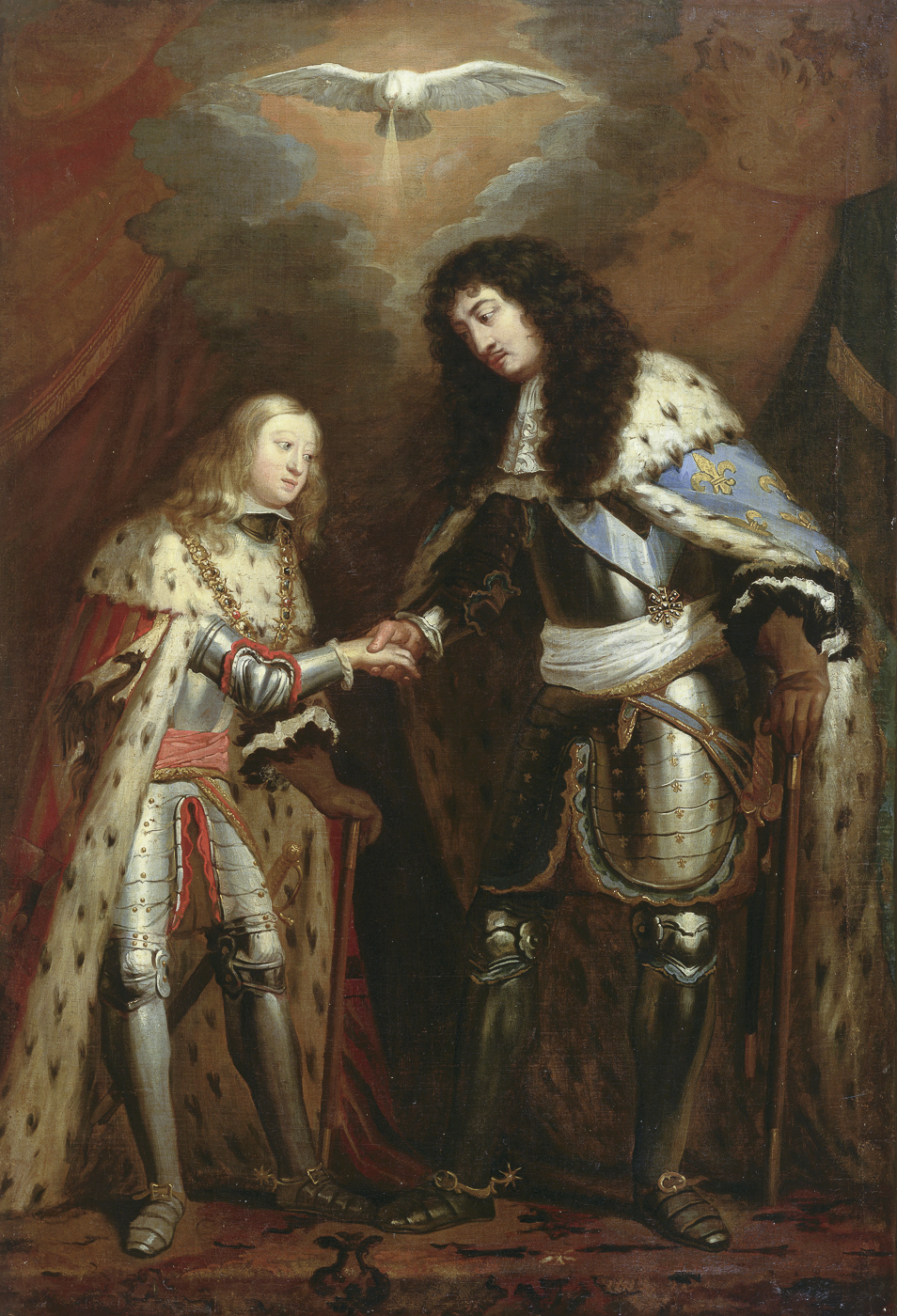
Allegoria della pace sancita tra Carlo II di Spagna e Luigi XIV di Francia

Nonostante la campagna bellica siciliana stesse portando ai francesi più successi che sconfitte, sia su terra che su mare, questa situazione cominciò a stancare il re dei francesi, così come lo stancavano le chiacchiere che si stavano alimentando portando egli avanti una guerra combattuta non nelle grandi città ma, sostanzialmente, nel ventre del territorio siracusano, in quei comuni dell'entroterra che si ostinavano a non cedere.
A ciò si aggiunse il pentimento di Messina: i messinesi non erano più certi di volere che i francesi s'impossessassero della Sicilia e della loro città, quindi, dopo aver provocato essi stessi l'apertura di questo fronte bellico senza un valido e chiaro motivo (sia per Messina che per i luoghi attaccati con viva forza dai soldati di Francia), si mostrarono improvvisamente ostili al loro alleato e cercarono d'ingraziarsi nuovamente il re Cattolico.
La Francia, vedendo che sprecava soldi e sangue per una causa che non stava a cuore né ai siciliani assediati - che non avevano accolto le sue promesse di maggiore libertà e benessere rispetto al regime spagnolo - né alla città che l'aveva chiamata in suo soccorso, decise di porre fine a tutto ciò. I francesi andarono a firmare con le Province Unite di Carlo II di Spagna il trattato di Nimega, il 10 agosto 1678; una pace che sanciva la fine della guerra d'Olanda e di conseguenza la cessazione di tutte le ostilità tra spagnoli e francesi. Ciò determinò l'abbandono della Sicilia e di Messina da parte delle truppe francesi.
I soldati di Francia se ne andarono facendo credere ai messinesi - ignari costoro della firma del trattato olandese di Nimega - che stessero andando alla conquista di Siracusa, cercando di sorprenderla, finalmente, ma in realtà non sarebbero più tornati: la loro sicura destinazione era la Francia. Messina venne riconquistata dagli spagnoli, i quali furono clementi con il popolo ma cancellarono, per sempre, il ruolo privilegiato di cui la città e il Senato messinese avevano goduto per secoli (venne gettato persino del sale nel luogo dove sorgeva il municipio, ora distrutto).

### La Spagna dichiara Siracusa piazza d'armi
Il definitivo declino di Messina aveva significato per città come Catania e Palermo un vero e proprio momento di rinascita politica, culturale ed economica, poiché le due si suddivisero tutti i privilegi che aveva avuto fino a quel momento la città peloritana, accrescendo notevolmente il loro prestigio; specialmente la città etnea, sofferente da parecchio tempo del ruolo marginale datole dalla Spagna. Un discorso a parte fu il destino di Siracusa dopo la ribellione messinese: ben distante dal poter godere di un qualche premio per la fedeltà dimostrata, questa città pagò, probabilmente, lo scotto di essere stata la meta ambita dai francesi.
La Spagna aveva rischiato di perdere la sua principale fortezza siciliana, per cui adesso occorreva sottolineare ed enfatizzare quello che secondo gli spagnoli era il ruolo più consono ai suoi abitanti: la salvaguardia del Regno; una funzione esclusivamente bellica per i siracusani. Il viceré spagnolo Francisco de Benavides la nominò quindi nel 1679 nuova piazza d'armi del Regno.

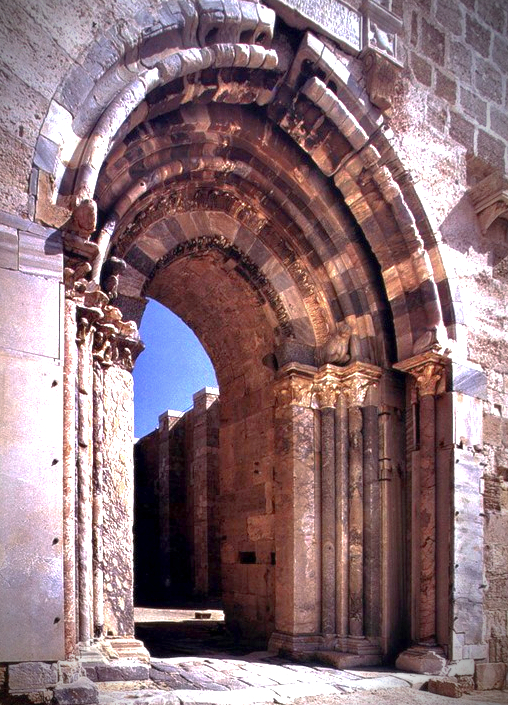
Il portale d'ingresso di Castel Maniace, sede del governatore militare della città-piazzaforte

Le chiavi della città passarono dal capitano d'arme (che da ora in avanti non risiederà più in maniera fissa in questa città) a un vero e proprio governatore militare, che divenne la figura più influente per Siracusa: la sua parola valeva di più di quella dell'intero Senato.

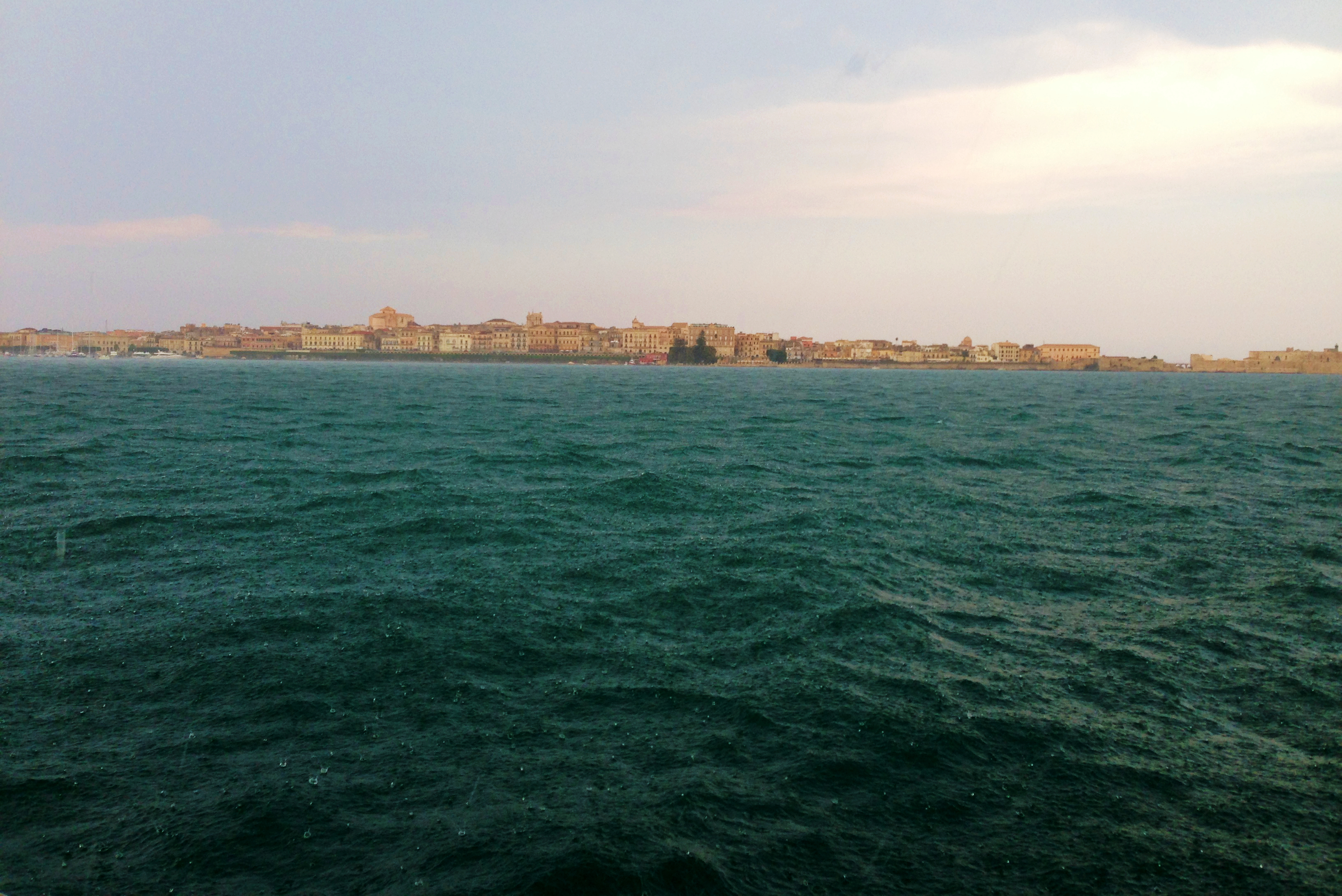
Siracusa vista dal mare dal suo lato di Ponente

Naturalmente si potenziò il numero dei soldati che vi dovevano vivere all'interno, anche se i civili rimanevano più numerosi; un'anomalia per una piazza d'armi. Mentre, viceversa, vennero quasi del tutto abolite le autonomie civiche (la Spagna non si fidava più dei siciliani e temeva un altro episodio analogo a quello messinese).
Siracusa si avviò quindi dal 1679 in poi a un'ulteriore decadenza, poiché ciò che si chiedeva a questa città era solamente di restare silente, distaccata dalle dinamiche politiche e sociali dell'isola e di sopportare la vita militare al pari di quella civica. Soprattutto, alla sua popolazione si chiedeva di restare all'interno delle mura, solida difesa di una fortezza separata anche fisicamente dal resto della Sicilia. Un viaggiatore italiano così descrisse la compiuta opera di fortificazione spagnola:

### Disputa con i cavalieri di Malta e nuova pace con essi
I cavalieri di Malta, che si erano rifiutati di battersi contro i francesi quando il viceré di Sicilia glielo aveva ordinato, ospitarono piuttosto l'armata dell'Inghilterra, che era rimasta frequentemente a Malta durante il conflitto siciliano ispano-francese, poiché l'aveva scelta come sua base d'appoggio per la guerra che aveva dichiarato all'impero ottomano, i cui pirati avevano preso l'abitudine di catturare e schiavizzare anche gli inglesi insinuandosi fino a Londra. Quelle erano le prime volte che gli inglesi si affacciavano bellicamente nel Mediterraneo, pretendendo dai cavalieri maltesi fin da subito lo stesso trattamento di rispetto che questi erano soliti dare solo ai principi della cristianità, ovvero a spagnoli e francesi.
I seguenti anni passarono abbastanza tranquillamente, sia per i cavalieri che per i siracusani (anche se si manteneva sempre una certa freddezza tra le due parti), fino a quando, nel 1687, i siracusani non fecero adirare nuovamente i cavalieri, vietandoli l'approvvigionamento con Augusta.

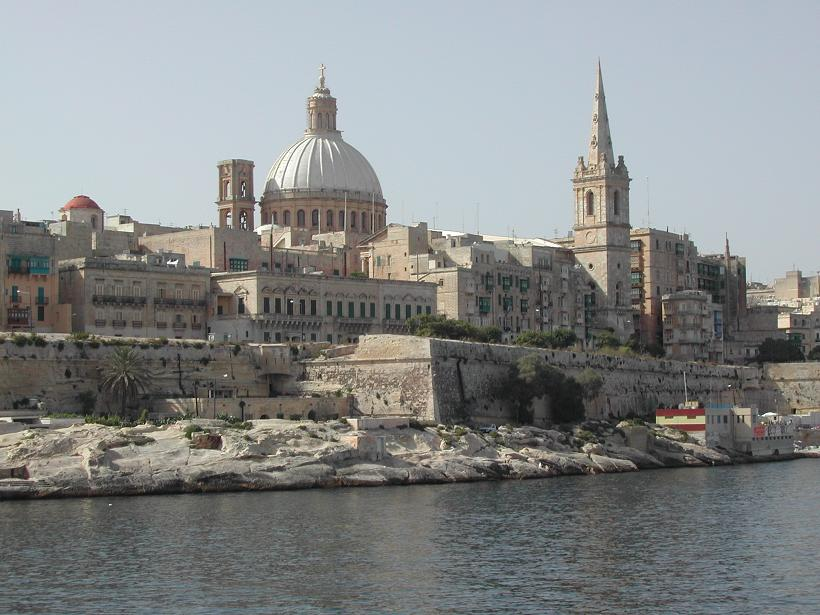
La Valletta, isola di Malta, sede dei cavalieri giovanniti

Finita la guerra con la Francia, i siracusani si aspettavano che i cavalieri tornassero nel porto aretuseo, invece la Sacra Milizia approdò ancora una volta ad Augusta. Se ne risentì il Senato di Siracusa, il quale - senza trovare l'opposizione dell'influente parte militare della città - bandì i cavalieri da tutto il suo territorio. Saputolo, si arrabbiò molto il Gran Maestro Gregorio Carafa e a sua volta proibì ai propri cavalieri di avvicinarsi a Siracusa, anche se questi li avessero invitati mostrandosi pentiti.
Il pentimento da parte dei siracusani vi fu, ma il Gran Maestro sembrava effettivamente irremovibile dalla sua decisione, così la città ricorse all'intervento del viceré di Sicilia Juan Francisco Pacheco, pregandolo di intercedere in loro favore e di convincere il Gran Maestro a riallacciare i rapporti con Siracusa. Le loro suppliche vennero infine accolte e l'Ordine di Malta approdò in città l'8 gennaio dell'87 con le galee guidate dal generale Johann Josef Herberstein.
Durante questa riappacificazione i cavalieri ebbero finalmente tutte le soddisfazioni che da tempo cercavano nei siracusani: il popolo, il vescovo, i senatori e il governatore militare li accolsero in festa, dando loro generose manifestazioni di affetto e rispetto.
L'Ordine di Malta era ormai il solo considerevole partner commerciale di Siracusa; questa città non poteva permettersi di perdere le entrate annuali che le derivavano dall'approvvigionamento dei cavalieri maltesi: questa terra produceva in quantità vino e grano; apprezzatissimi dalla Sacra Milizia. La pace, duratura, siglata tra Spagna e Francia fu l'occasione che da tempo si sperava per mettere fine alle tensioni degli ultimi cinquant'anni. I cavalieri rimasero in città per sette giorni, durante i quali poterono constatare gli animi sereni, nei loro confronti, di tutta la cittadinanza: i senatori li portarono in giro per le strade vestiti togati (in tema illuministico), la qual cosa fu gradita ai cavalieri. Venne stabilito che Siracusa non avrebbe mai più chiuso le porte ai cavalieri gerosolimitani; nemmeno quando questi vi giungevano la notte (la piazza d'armi aveva regole severe in fatto di entrata e di uscita e passate le sette di sera le porte si sigillavano e nessuno, di norma, poteva più entrare o uscire).
Giorno 15 gennaio 1687 il generale delle galee con i suoi cavalieri fece ritorno a Malta, lasciando i siracusani tra sorrisi e gesti di pace.
(Descrizione della piazza d'armi Siracusa nel 1688, dal cronista dell'Ordine.)

## Il terremoto e il maremoto del 1693
Premesso che è bene tener presente che nella storia dei terremoti siracusani vi sono numerose e profonde lacune (sia per gli archivi locali distrutti e sia per la mancanza di studi approfonditi al riguardo) le maggiori informazioni sul sisma del 9 gennaio e dell'11 gennaio 1693 provengono dalla corrispondenza dei siracusani con il viceré siciliano, Pacheco duca di Uzeda, e dalla convocazione del Senato aretuseo al Supremo Consiglio d'Italia, la cui sede era a Madrid, per testimoniare quanto accaduto.
La prima scossa si ebbe alle quattro e mezza di notte, il 9 gennaio, M=6,2, e a Siracusa crollarono i palazzi (ma non si hanno notizie di vittime); la seconda scossa si verificò alle nove di sera dell'l'11 gennaio, M=7,4, con epicentro nel mare di Augusta, e stavolta anche nel capoluogo aretuseo fu un'ecatombe. Nel giro di pochi minuti crollò la maggior parte dell'antica città. Il numero di vittime provocato in questo centro non trovò mai accordo nelle cronache siracusane: 8.000 indicate dal sindaco di allora, Benedetto Ximenes (una della prime figure a ricoprire tale carica); 6.000 secondo un cronista anonimo; 5.000 stando alle stime de sacerdote Campisi e 4.000 calcolate dal vicario generale Giuseppe Lanza, duca di Camastra.
orrendissimo fe' traballar la terra in guisa, che in pochi istanti gran parte della città ne fu distrutta, nel resto sconquassata e rotta.»
(Descrizione della seconda scossa nella città di Siracusa.)

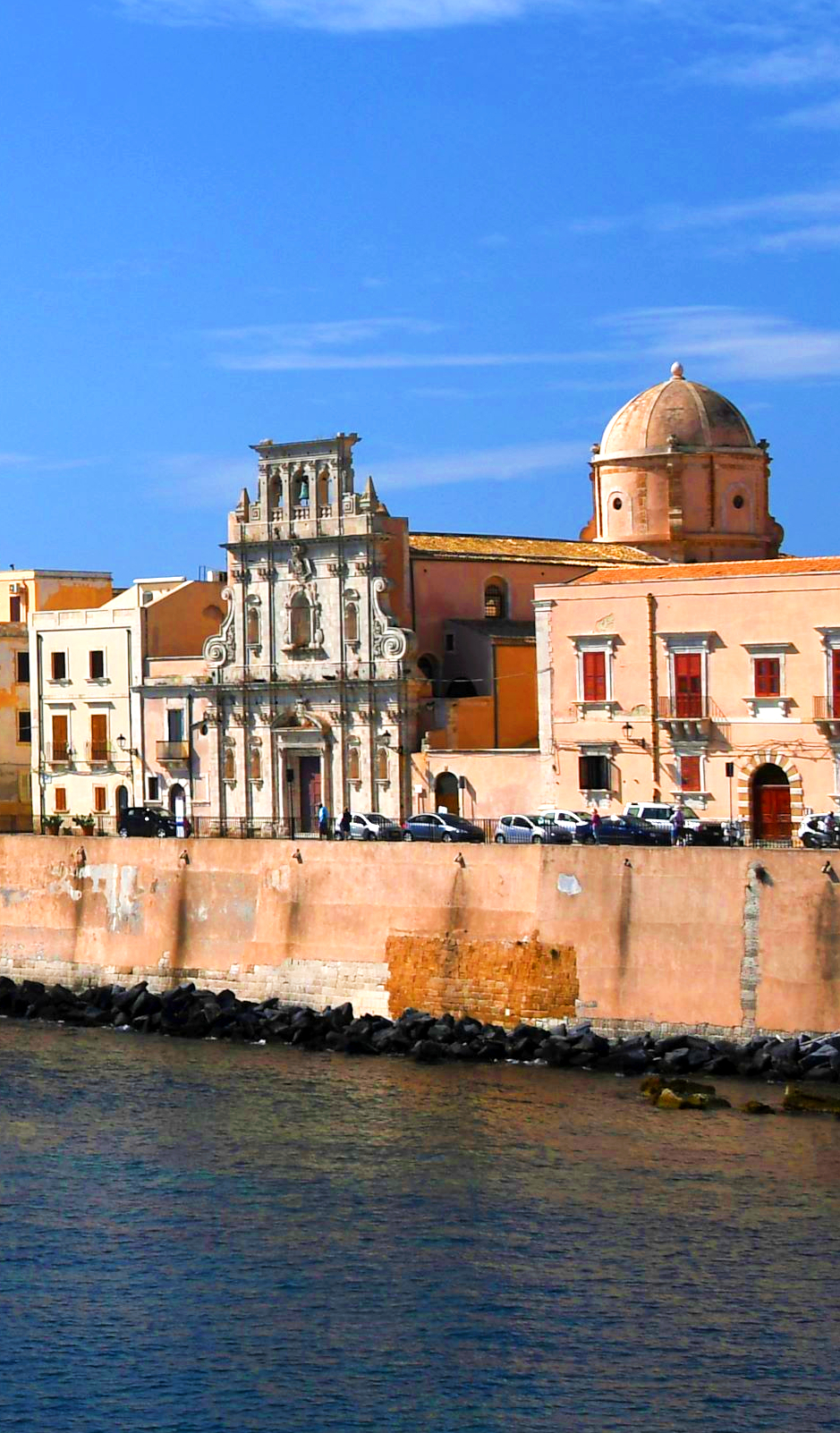
La chiesa dello Spirito Santo sul lato di Levante di Ortigia, ricostruita dopo il terremoto del 1693

Oltre il terremoto, nelle città costiere come Siracusa si verificò anche un maremoto: il mare si ritirò e tre onde, in sequenza, penetrarono nella terra per circa 150 metri; il run-up (altezza dell'onda) maggiore lo si ebbe ad Augusta: dagli 8 ai 15 metri di run-up. Ma, come accadde analogamente durante l'evento sismico del 1542, davvero troppo poche risultano essere le informazioni pervenute per poter dire di più sulle onde anomale che colpirono quest'area (nel '42, ad esempio, gli abitanti di Siracusa parlavano di «terrore di essere inghiottiti dalle acque», ma non si segnalò mai, in nessuna fonte dell'epoca, un eventuale maremoto). Da uno studio moderno della costa siracusana (dalla penisola di Thapsos, a nord, alla spiaggia di Vendicari, a sud) sono emersi, in totale, i depositi di 12 tsunami (di cui 3 legati ad eventi sconosciuti); tra i più antichi e distruttivi sono risultati quelli del 1600 a.C. (esplosione vulcanica di Thera) e proprio quello del 1693.
Nelle cronache seicentesche si può leggere che Siracusa, «la piazza d'arme, non solamente si aprì e si chiuse nel tempo di questo orribile terremoto, ma ancora da tre voragini venne fuori acqua salata di mare».
I primi soccorsi per i siracusani arrivarono solamente nel mese di febbraio: i superstiti avevano cercato riparo nelle campagne e scene di sciacallaggio e saccheggio erano all'ordine del giorno. Anche il presidio spagnolo ebbe serissimi danni e le fortificazioni erano nuovamente da riparare. Da Palermo venne spedita la farina e da Messina giunse il governatore, in qualità di commissario, Sancio de Miranda; costui riportò l'ordine civile in una città del tutto sconvolta; fece seppellire le migliaia di morti, fece riparare i mulini per l'acqua, arrestò i ladri, ordinò che si riaprissero le botteghe, spronando la cittadinanza a reagire.

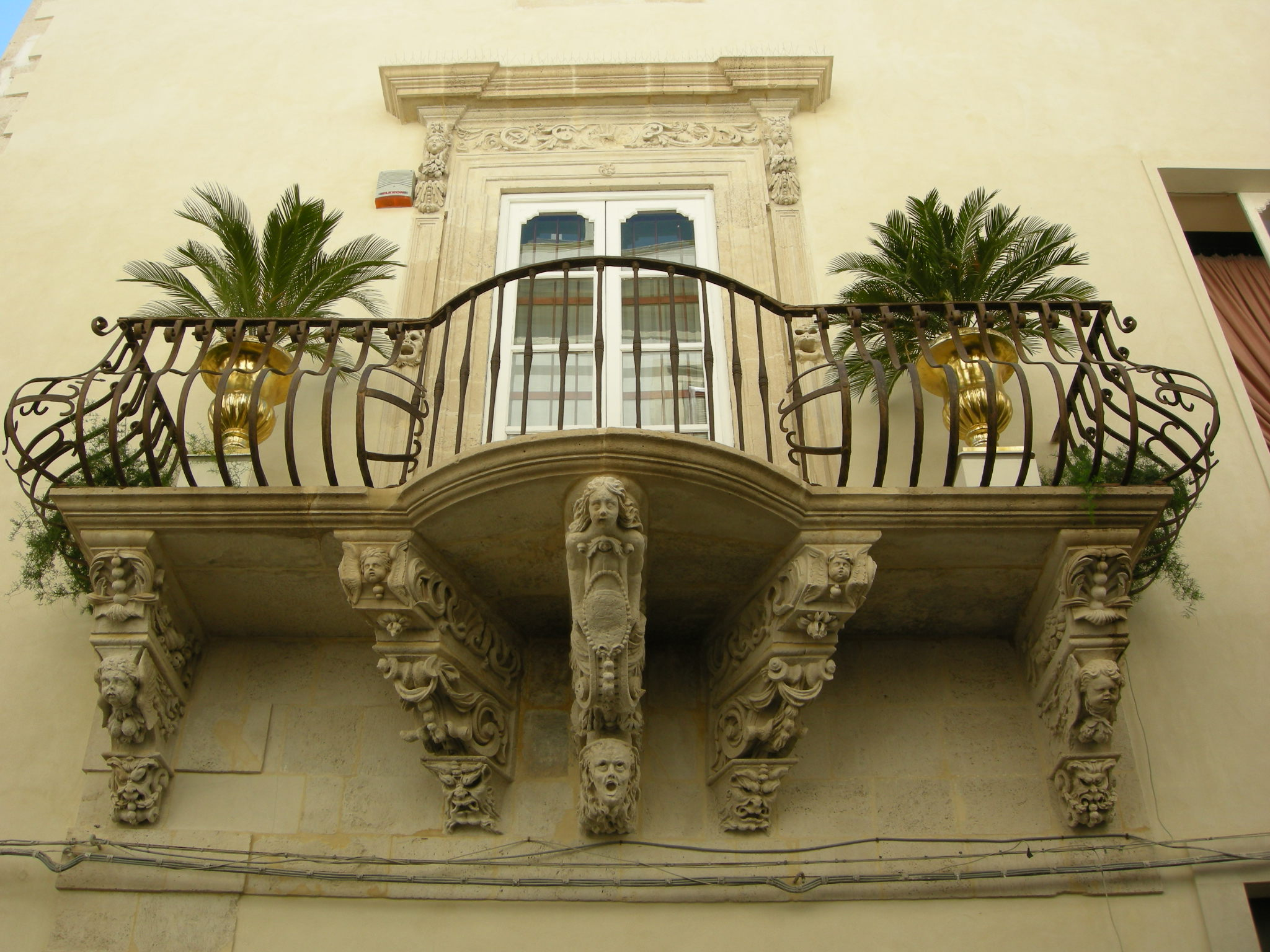
Uno dei numerosi balconi ortigiani in stile barocco: caratteristica del Val di Noto sorta a seguito del sisma

In una Sicilia che ancor prima del sisma era fortemente in crisi di liquidità (le guerre con gli altri paesi mediterranei e gli elevati dazi avevano allontanato il commercio da questo regno) il problema più grande di tutti rimaneva quello di risollevarsi economicamente: la Deputazione del Regno scrisse al re Carlo II di Spagna pregandolo di riaprire i porti della Sicilia orientale al libero commercio: «di favorire quanto più possibile l’esportazione in tutti i paesi stranieri, sia pure d’infedeli o di nemici della Corona». Per fare ciò si suggeriva la creazione di un porto franco (sull'esempio di molte città del nord Italia che con il porto franco facevano grandi affari con l'estero).
Siracusa era già stata in passato un porto franco, difatti il Regno di Aragona le aveva concesso questo privilegio per essersi schierata dalla sua parte nella guerra con gli Angioini, ma l'attuale re di Spagna non volle saperne di accettare che infedeli e nemici della corona, come ad esempio ottomani, francesi e inglesi, sostassero così vicino alla fortezza, per cui il porto franco sarà infine concesso a Messina; nonostante questa fosse lontana dall'epicentro del sisma e con il porto sguarnito di protezione bellica, poiché distrutto durante la punizione spagnola del 1678.
Le città del Val di Noto riuscirono comunque anche senza porto franco a riprendersi; con le loro sole forze, e lo fecero sfruttando proprio la distruzione che il terremoto li aveva arrecato: presero a ricostruire, riedificare e reinventare. Grazie a una buona coordinazione approntata dal viceré Pacheco e da una continua comunicazione con il vicario generale Giuseppe Lanza, tutta la Sicilia sud orientale nel giro di pochi anni cambiò volto: le città distrutte, specie quelle come Siracusa, adottarono senza riserve lo stile architettonico del barocco, dando vita a un'importante sua ramificazione che sarà difatti nota con il nome di barocco siciliano.

## La guerra di successione spagnola
Nel 1700 il re Carlo II di Spagna morì, a soli 39 anni, molto malato e senza lasciare eredi, nominando nel suo testamento come successore al trono di Spagna Filippo V di Borbone (imparentato con gli Asburgo di Spagna), figlio del Gran Delfino, Luigi, destinato a succedere al trono di Francia, come erede di Luigi XIV, il re Sole (colui che un ventennio prima aveva cercato di conquistare la Sicilia). Questa unione tra due potenti casate monarchiche (il re di Spagna sarebbe divenuto anche re di Francia e viceversa, cosicché i francesi sarebbero divenuti possessori dell'impero spagnolo) scatenò una tale guerra in Europa, che essa avrebbe finito con il cambiare profondamente il percorso storico sia della Spagna che della Sicilia.